# 1980
Het jaar 1980 is een jaartal volgens de christelijke jaartelling.

## Gebeurtenissen

### januari
- 1 - De Beneluxtunnel onder de Nieuwe Maas (Vlaardingen/Schiedam - Hoogvliet) wordt tolvrij.
- 1 - De gemeente Lelystad wordt bij wet ingesteld, met als eerste burgemeester Hans Gruijters.
- 1 - De eerste reacties op de Russische invasie in Afghanistan, op 27 december 1979, komen los. In Teheran wordt de Russische ambassade bestormd door demonstranten. De Amerikaanse president Jimmy Carter kondigt ingrijpende politieke, economische en culturele sancties af en dreigt met een boycot van de Olympische Spelen in Moskou.
- 2 - Bij een brand in een woning aan de Oleanderstraat te Rotterdam vallen 11 dodelijke slachtoffers.
- 14 - De Deen Poul Hartling, lid van de Vluchtelingencommissie van de Verenigde Naties, schat het aantal vluchtelingen in de wereld op tien tot twaalf miljoen mensen.
- 16 - Het stakingsverbod voor ambtenaren en Spoorwegen wordt uit de Nederlandse wet geschrapt. Dit verbod was onderdeel van de "worgwetten" van Abraham Kuyper uit 1903.
- 21 – De London Gold Fixing noteert zijn hoogste goudprijs ooit (gecorrigeerd voor inflatie), op 850 USD per troy ounce.
- 22 - De Russische dissident en kernfysicus Andrej Sacharov wordt gearresteerd en naar Gorki verbannen; alle officiële onderscheidingen en eerbetuigingen die hem eerder van staatswege waren toegekend, worden teruggenomen.
- 23 - In zijn jaarlijkse toespraak State of the Union zegt de Amerikaanse president Jimmy Carter dat de Verenigde Staten grote belangen hebben in het gebied van de Perzische Golf en dat het land in geval van nood de olievoorziening van het Westen met de wapens zal verdedigen. Op 13 februari 1980 stuurt hij vier oorlogsbodems en 1800 mariniers naar de Golf.
- 25 - De Israëlische strijdkrachten trekken zich terug uit het westelijk deel van de Sinaï en geven dat schiereiland weer terug aan Egypte. Daarmee is voldaan aan de laatste voorwaarde voor normalisering van de betrekkingen tussen Israël en Egypte. Op 26 februari 1980 worden ambassadeurs uitgewisseld.
- 31 - Koningin Juliana kondigt aan dat ze op 30 april van dit jaar afstand zal doen van de troon, ten gunste van haar dochter Beatrix die deze dag haar 42ste verjaardag viert.

### februari
- 5 - Linkse opstandelingen bezetten in San Salvador de Spaanse ambassade. Met gijzelingen en bezettingen door het hele land heen slagen ze erin de vrijlating van 27 gevangenen af te dwingen. In Guatemala werd vier dagen eerder een geweldloze bezetting van een ambassade in bloed gesmoord. In Bogota, de hoofdstad van Colombia, nemen guerrilla's eind februari 57 mensen in gijzeling, maar bereiken daarmee na 61 dagen niet meer dan een vrije aftocht naar Cuba.
- 22 - De Nederlandse minister van financiën Frans Andriessen treedt af omdat hij de volgens hem noodzakelijke bezuinigingen niet door het kabinet-Van Agt krijgt. Fons van der Stee volgt hem op.
- 24 - Het Israëlische Pond wordt vervangen door de Sjekel.
- 25 - Staatsgreep in Suriname, gepleegd door een groep onderofficieren onder leiding van sergeant Desi Bouterse. Acht mensen komen om het leven. Start van het militaire regime in Suriname. Een Nationale Militaire Raad wordt voorlopig het belangrijkste bestuursorgaan.
- 25 - De Olympische Winterspelen in het Amerikaanse Lake Placid worden gesloten. De meest succesvolle landen zijn de Sovjet-Unie en de DDR, met respectievelijk tien en negen gouden medailles. Voor Nederland is er één gouden medaille, voor Annie Borckink op de 1500 meter schaatsen, tweemaal zilver en één keer brons.
- 29 - In Amsterdam breken de eerste grote krakersrellen uit als de politie krakers wil verwijderen uit een pand aan de Vondelstraat. De straatgevechten houden enige dagen aan.
- 29 - In Parijs verschijnt de eerste editie van de satirische krant La Bougie Sappeur, die voortaan elk schrikkeljaar zal verschijnen.

### maart
- 3 - In opdracht van de burgemeester van de gemeente Amsterdam wordt de Vondelstraat in de stad Amsterdam heroverd op de kraakbeweging. Pantserwagens van de landmacht ruimen de barricades op.
- 3 - John McEnroe lost Björn Borg na 34 weken af als nummer één op de wereldranglijst der tennisprofessionals, maar de Amerikaan moet die positie al na drie weken weer afstaan aan de Zweed.
- 4 - Legendarisch zijn de woorden waarmee Herman Bode een manifestatie van arbeiders toespreekt. De manifestatie was uit angst voor krakersrellen verplaatst van de Dam naar het RAI-complex in Amsterdam-Zuid. Toen de menigte riep om een demonstratie naar de Dam, riep Bode: "Willen we naar de Dam? Dan gáán we naar de Dam!" En aldus geschiedde.
- 6 - Belgisch-Frans schrijfster Marguerite Yourcenar wordt als eerste vrouw toegelaten tot de Académie Française en een 'onsterfelijk' lid.
- 7 - De met 26.000 ton huisbrandolie geladen tanker 'Tanio' breekt in tweeën in Het Kanaal met als gevolg dat de kust van Bretagne over een lengte van 70 kilometer met olie wordt vervuild.
- 9 - In de Voerstreek botsen Vlaamse betogers en Luiksgezinden; drie Vlamingen worden gewond door geweerkogels. De onrust houdt geruime tijd aan. President Mobutu van Zaïre reageert op Belgische vragen over de mensenrechten in zijn land door een internationale commissie van onderzoek te eisen voor de Voerstreek.
- 11 - In Zimbabwe gaat de overwinning in de eerste vrije verkiezingen (zij het dat er van de 100 zetels toch nog 20 voor de blanke minderheid zijn gereserveerd) naar Robert Mugabe. Hij benoemt een kabinet van 20 zwarte (onder wie zijn grote rivaal Joshua Nkomo) en drie blanke ministers. Daarmee wil hij proberen, na de koloniale tijd en de tijd van discriminatie onder een racistisch blank bewind, de weg naar nationale verzoening op te gaan.
- 17 - De Mobiele Eenheid maakt een einde aan een blokkade van de kerncentrale van Borsele.
- 19 - Koning Juan Carlos van Spanje begint aan een driedaags staatsbezoek aan Nederland. Daarmee is voor het eerst sinds het vertrek van Filips II in 1559 een Spaans vorst op Nederlands grondgebied.
- 23 - In Zweden wordt in een zeer omstreden referendum beslist dat op zeer beperkte schaal kernenergie zal worden gebruikt; twee vijfde van de stemmers is geheel tegen.
- 24 - In San Salvador wordt aartsbisschop Óscar Romero vermoord door extreemrechtse commando's. Hij was een van de weinigen die in El Salvador boven de partijen wist te staan en puur het geweten vertegenwoordigde.
- 24 - In de Golf van Mexico slaagt men erin de oliebron Ixtoc I, waaruit al sinds 3 juni 1979 olie lekt, te dichten. Gigantische oliemassa's drijven in de Golf.

### april
- 1 - De NOS begint met de officiële uitzending van Teletekst.
- 3 - In Lekkerkerk wordt officieel bekendgemaakt dat de nieuwbouwwijk Lekkerkerk-West op een stortplaats van chemisch afval is gebouwd. De 270 hier woonachtige gezinnen worden geëvacueerd en tijdelijk elders gehuisvest, waarna de grond onder de huizen wordt afgegraven en gesaneerd.
- 4 - Meer dan 10.000 Cubanen vluchten in Havana het onbewaakte terrein van de ambassade van Peru op, om langs die weg het land te kunnen verlaten.
- 5 - Jan Raas wint voor de vierde opeenvolgende keer de Amstel Gold Race.
- 7 - Tracy Austin lost Martina Navrátilová na 31 weken af als de nummer één op de wereldranglijst der proftennissters. De Amerikaanse moet die positie na twee weken weer afstaan aan haar Tsjechisch-Amerikaanse collega.
- 7 - In Iran zegt ayatollah Khomeini dat de 70 gijzelaars in de Amerikaanse ambassade in Teheran, die daar al sinds 4 november 1979 zitten, niet eerder zullen vrijkomen dan wanneer het Iraanse parlement dat beslist. De Amerikaanse president Jimmy Carter verbreekt daarop de diplomatieke betrekkingen en kondigt een nieuw handelsembargo af. Iran wil met de gijzelaars de Verenigde Staten dwingen om de sjah uit te leveren.
- 15 - De film Kramer vs. Kramer van Robert Benton krijgt bij de Oscar-uitreikingen in Hollywood de meeste prijzen. Tot beste buitenlandse film wordt Die Blechtrommel van Volker Schlöndorff gekozen.
- 16 - In Cuba mogen alle vluchtelingen op de terreinen van buitenlandse ambassades het land verlaten. Begin van de Mariel-exodus.
- 18 - Rhodesië wordt onafhankelijk onder de naam Zimbabwe.
- 21 - In het Sint Antonius Ziekenhuis (Utrecht) vindt de eerste Nederlandse dotterbehandeling plaats.
- 25 - Tijdens Operatie Eagle Claw een poging van het de United States Armed Forces om de gijzelaars met een verrassingsaanval te bevrijden: acht soldaten komen om het leven als een vliegtuig en helikopter op elkaar botsen. De Iraniërs verdelen de gijzelaars nu over het hele land. De Amerikaanse minister van buitenlandse zaken Cyrus Vance treedt af uit protest tegen de actie, waarover hij niet was ingelicht.
- 26 - Gerard Nijboer wint de Marathon van Amsterdam in de wereldtijd van 2:09.01.
- 30 - Abdicatie van koningin Juliana ten gunste van haar oudste dochter Beatrix. De inauguratie van Beatrix als koningin der Nederlanden gaat gepaard met grote krakersrellen die de geschiedenis ingegaan zijn als het kroningsoproer.

### mei
- 1 - De Surinaams-Nederlandse ex-militair Fred Ormskerk wordt daags na zijn arrestatie en verhoor dood aangetroffen in zijn cel in Paramaribo.
- 8 - In het stads- en streekvervoer wordt de strippenkaart ingevoerd als onderdeel van het nationaal tariefsysteem.
- 8 - De BRT gaat van start met Teletekst.
- 10 - In het door oorlogen, burgeroorlogen, dictatuur en misdadigersbendes uitgemergelde Oeganda grijpen de militairen de macht en stellen een week later een burgerregering aan. In dit bestuur is er een meerderheid voor de aanhangers van Milton Obote, die in 1971 door Idi Amin ten val was gebracht. Obote keert op 27 mei 1980 terug uit zijn ballingschap in Tanzania.
- 17 - Nadat in Miami vier politiemannen die een zwarte man hadden doodgeslagen, werden vrijgesproken van strafvervolging, breken in deze Amerikaanse stad ernstige rassenonlusten uit.
- 18 - In Peru wordt Fernando Belaúnde Terry de nieuw gekozen president. In 1968 was hij bij een staatsgreep afgezet, waarna het land twaalf jaar lang militair werd bestuurd.
- 18 - De Uitbarsting van de Mount St. Helens is de zwaarste in de geschiedenis van de Verenigde Staten van Amerika, en kost aan 57 mensen het leven.
- 19 - De Franse president Valéry Giscard d'Estaing is de eerste westerse leider die na de Russische inval in Afghanistan een ontmoeting heeft met de Sovjet-leider Leonid Brezjnev, in de omgeving van Warschau.
- 27 - Na dagenlange bloedige gevechten tussen politie en studenten in Zuid-Korea, met als inzet een eis tot democratisering en de opheffing van de staat van beleg, laat de nieuwe regeringsleider Park Choong Hoon in de stad Kwangju het leger de volksopstand neerslaan.
- 30 - In Zürich breken onlusten uit. Aanleiding is dat er 61 miljoen Zwitserse franken subsidie aan de Opera worden toegekend, terwijl er geen geld zou zijn voor een jeugdcentrum. De hele zomer roeren de jongeren zich in Zürich en andere Zwitserse en zelfs Duitse steden.
- mei - De ska wordt de populairste muzieksoort. De bekendste vertegenwoordigers zijn de groepen Madness, The Specials en The Selector.

### juni
- 1 - Oprichting van de Amerikaanse nieuwszender CNN door Ted Turner.
- 6 - Voor de derde keer zaait het Amerikaanse radar-waarschuwingssysteem paniek door een raketaanval te melden. Oorzaak is opnieuw een computerstoring.
- 16 - Naar aanleiding van de herdenking van de vierde verjaardag van de onlusten te Soweto, Zuid-Afrika, breken stakingen uit en zijn er felle gevechten tussen zwarte demonstranten en blanke politie-agenten. Ten minste 42 mensen komen om het leven.
- 20 - Voor het eerst in 20 jaar vinden in Irak vrije verkiezingen plaats. Winnaar wordt de regerende Ba'ath-partij van Saddam Hoessein, die 175 van de 250 zetels verwerft.
- 21 - Prinses Margriet opent de Paralympics 1980 in Arnhem, die gehouden worden op het Nationaal Sportcentrum Papendal.
- 22 - West-Duitsland wint in Rome het EK voetbal door België in de finale met 2-1 te verslaan.
- 25 - De Baskische afscheidingsbeweging ETA terroriseert een aantal dagen lang de toeristencentra in Zuid-Spanje met bomaanslagen. Op die manier wil de ETA 19 medestanders vrij krijgen en een reeks politieke eisen kracht bijzetten.
- 27 -81 mensen komen om het leven bij een vliegtuigcrash in Italië. Het toestel vloog van Bologna naar Palermo.
- Premier Van Agt overhandigt de huissleutels aan de 37 eerste inwoners van Almere Stad.
- 28 - Jack Middelburg wint de 500 cc-klasse van de TT Assen.
- juni - De Tweede Kamer vraagt in een motie van Jan Nico Scholten om een olieboycot van Zuid-Afrika. Minister Van der Klaauw heeft de motie ontraden, en zal haar niet uitvoeren.

### juli
- 4 - In Iran worden vier mensen gestenigd vanwege 'seksuele misdrijven'. Honderdduizenden betuigen hun instemming met de islamitische wetgeving van ayatollah Khomeini. Er zijn een paar protestgeluiden, maar ook de kledingwetten voor vrouwen worden opgelegd: voortaan zijn ze verplicht zich te bedekken met de sluier en de chador.
- 16 - Op het Noorse deel van het continentaal plat wordt op de Noordzee een record-gasbel aangeboord van 2 miljoen km³.
- 17 - Slechts 19 dagen na de presidentsverkiezingen in Bolivia wordt waarnemend president Lidia Gueiler door de militairen tot aftreden gedwongen. Een dag later laat generaal Luis Garcia Meza Tejada zich beëdigen als president.
- 18 - India is het zesde land ter wereld dat een zelf-ontwikkelde raket lanceert. Het land brengt er een satelliet mee in een baan om de aarde.
- 19 - De Russische partijleider en president Leonid Brezjnev opent de Olympische Spelen van Moskou. Van de 146 ledenlanden van het IOC doen er slechts 81 mee. De Verenigde Staten van Amerika en veel andere landen zijn weggebleven uit protest tegen de Russische inval in Afghanistan.
- 20 - Na vijf keer tweede te zijn geworden wint Joop Zoetemelk, als tweede Nederlander in de geschiedenis, de Ronde van Frankrijk. Ook de tweede plaats is voor een Nederlander: Hennie Kuiper.
- 22 - De Knesset neemt een wet aan die Jeruzalem verklaart tot "eeuwige en ondeelbare hoofdstad" van Israël. Deze wet staat ook wel bekend als de Jeruzalemwet.
- 22 - Vladimir Salnikov scherpt in Moskou het wereldrecord op de 1500 meter vrije slag aan tot 14.58,27. Het oude record (15.02,40) stond sinds 20 juli 1976 op naam van de Amerikaanse zwemmer Brian Goodell.
- 25 - Treinramp bij Winsum: tussen Winsum en Sauwerd botsen twee stoptreinen op elkaar, met negen doden tot gevolg.
- 27 - In Antwerpen gooit een Palestijn twee granaten tussen een groep joodse kinderen. Een kind wordt gedood, 17 anderen lopen verwondingen op. De dader wordt gearresteerd.
- 30 - Vanuatu wordt onafhankelijk.

### augustus
- 2 - De Italiaanse stad Bologna wordt opgeschrikt door een aanslag: de terroristische aanslag: 85 doden.
- 6 - De Amerikaanse president Jimmy Carter bekrachtigt een directief dat de intercontinentale raket op nieuwe doelen richt: voortaan zijn niet langer de grote steden in de Sovjet-Unie, maar in de eerste plaats de militaire en politieke commandocentra het doelwit van de vernietiging.
- 11 - John McEnroe lost Björn Borg voor de tweede keer dit jaar af als nummer één op de wereldranglijst der tennisprofessionals, maar de Amerikaan moet die positie ditmaal al na één week weer afstaan aan de Zweed.
- 13 - Een administratieve coup in Suriname brengt Desi Bouterse in het centrum van de macht.
- 14 - Op de Poolse Lenin-scheepswerf begint de staking die door velen als het begin van de val van het communisme in het Oostblok gezien wordt en die leidt tot de oprichting van de vakbond Solidarność (Solidariteit).
- 17 - In Australië raakt de baby Azaria Chamberlain vermist. Ze is waarschijnlijk door een dingo meegenomen.
- 20 - De Veiligheidsraad veroordeelt in een resolutie de Israëlische annexatiewet, waarmee het gedeeltelijk bezette Jeruzalem tot 'eeuwige hoofdstad van Israël' wordt uitgeroepen.
- 31 - De regering van Polen gaat akkoord met alle eisen van de stakende arbeiders op de scheepswerf van Gdańsk. Er worden grootscheepse toezeggingen in de sociale sfeer gedaan en bovendien mag een onafhankelijke vakbond worden gevormd en komt er officieel stakingsrecht. Vier dagen later krijgen ook de stakende mijnwerkers deze rechten.

### september
- 5 - De Gotthardtunnel in Zwitserland, die een belangrijke schakel is in de verbinding tussen Zwitserland en Italië, wordt voor auto's geopend en is met 16,3 km lang op dat moment de langste autotunnel ter wereld.
- 5 - Amerikaanse wetenschappers ontdekken bij het bestuderen van de foto's van de ruimtesondes Voyager 1 en Voyager 2 de 16de maan van Jupiter. Dit hemellichaam is niet groter dan 40 km.
- 5 - In Duitsland worden de terroristen Christof Wackernagel en Gert Schneider vanwege poging tot moord op drie Nederlandse politiemannen en vanwege lidmaatschap van een terroristische organisatie veroordeeld tot 15 jaar gevangenisstraf.
- 6 - De Poolse partijchef Edward Gierek wordt vervangen door Stanisław Kania.
- 9 - Oprichting van de Nederlandse Taalunie.
- 10 - In China verliest de opvolger van Mao Zedong, Hua Guofeng, tijdens het Nationaal Volkscongres veel steun. Hij moet aftreden als premier, maar blijft nog partijleider; nieuwe premier wordt de economisch hervormer Zhao Ziyang. Vanwege hun leeftijd treden zeven vicepremiers af, onder wie sterke man Deng Xiaoping, maar allen blijven veel macht houden in de partij.
- 11 - Volgens opgaven van de militaire junta van Chili heeft twee derde van de kiezers in een referendum voor de nieuwe grondwet gestemd. Generaal Pinochet kan daarmee nog tot het einde van de jaren 80 in functie blijven.
- 12 - In Turkije grijpt het leger de macht, na een coup die zich zonder bloedvergieten voltrekt. Er komt een 'Nationale Veiligheidsraad', onder leiding van generaal Kenan Evren, die het parlement ontbindt en alle vakbonden of politieke organisaties verbiedt. Over het hele land wordt de staat van beleg uitgeroepen.
- 13 - Bart van Kampen richt de Zwarte markt van Beverwijk op.
- 17 - Irak zegt het grensakkoord uit 1975 met Iran op.
- 17 - De man die vele jaren dictator van Nicaragua was, maar door het Sandinistisch Nationaal Bevrijdingsfront werd verjaagd, Anastasio Somoza Debayle, wordt vermoord in zijn ballingsoord Asunción, de hoofdstad van Paraguay.
- 22 - Irak valt Iran aan, waarmee het begin van de Irak-Iranoorlog een feit is.
- 26 - Bij een bomaanslag op het Oktoberfest in München komen 13 mensen om en raken 219 mensen gewond. De dader, een 21-jarige rechtse extremist, komt zelf ook om het leven. De politie neemt aan dat het een eenmansactie betrof.

### oktober
- 1 - Er worden in België nieuwe wetten over de staatshervorming van kracht. Nieuwe bestuursorganen voor Vlaanderen en Wallonië zorgen voor grotere culturele en economische zelfstandigheid van de gewesten. Er wordt een Arbitragehof ingesteld voor geschillen tussen de verschillende bestuursniveaus.
- 1 - Bij een vliegtuigongeluk in Venlo (stad) komt de piloot om het leven.
- 10 - Ten minste 20.000 doden bij een aardbeving in de buurt van de stad El Asnam in het noorden van Algerije. Verder raken er 44.000 mensen gewond en 380.000 mensen worden dakloos.
- 11 - Fusievergadering in Den Haag die leidt tot het ontstaan van het CDA, uit de politieke partijen ARP, CHU en KVP.
- 14 - Tijdens de zesde partijdag van de communistische Koreaanse Arbeiderspartij wijst Noord-Koreaans president Kim Il-sung zijn oudste zoon Kim Jong Il aan als zijn opvolger.
- 20 - Voor het eerst maakt een vliegtuig dat uitsluitend gebruikmaakt van zonne-energie een proefvlucht boven Californië
- 24 - De nieuwe onafhankelijke Poolse vakbond Solidarność wordt geregistreerd. Alsnog probeert de regering de statuten van de bond te bepalen, maar op 10 november wijst het Opperste Gerechtshof van Polen dat af.
- 27 - De rooms-katholieke bisschoppensynode kondigt aan dat het 'geval-Galilei' opnieuw zal worden bezien. Galileo Galilei werd in 1633 gedwongen zijn stelling te herroepen dat de aarde om de zon draait en niet de zon om de aarde.
- 28 - Het Circus Tony Boltini geeft zijn laatste voorstelling. Door belastingschulden en andere problemen moet het stoppen.

### november
- 4 - De voormalige filmacteur Ronald Reagan krijgt bij de Amerikaanse presidentsverkiezingen 51 procent van de stemmen, tegen de zittende president Jimmy Carter 41 procent. Ook verwerven de Republikeinen, de partij van Reagan, met 53 van de 100 zetels een meerderheid in de Amerikaanse Senaat. Daarmee is een einde gekomen aan de coalitie van zwarten, armen, vakbonden en intellectuelen die sinds Franklin Delano Roosevelts New Deal een stempel zette op de politiek.
- 15 - De Voyager 1 ruimtesonde bereikt de planeet Saturnus en stuurt spectaculaire foto's van Saturnus, zijn ringen en zijn manen terug naar de aarde.
- 20 - In Peking begint het proces tegen de Bende van Vier.
- 21 - Bij een brand in het MGM Grand Hotel and Casino in Las Vegas komen 85 personen om het leven. Het gebouw wordt later gerenoveerd en heropend onder de naam Bally's Las Vegas.
- 23 - Meer dan 4.000 doden zijn te betreuren en 120.000 mensen worden dakloos na een zware aardbeving in Napels (provincie) in Zuid-Italië bij Salerno, Pollenza en Caserta. Kou, sneeuw en regen bemoeilijken het reddingswerk en de zorg voor de getroffenen.

### december
- 4 - Bij een vliegtuigongeluk komen de Portugese minister-president Francisco Sá Carneiro en zeven anderen, onder wie minister van defensie Adelino Amaro da Costa, om het leven. Drie dagen later wordt generaal António Ramalho Eanes met absolute meerderheid van stemmen herkozen tot president van Portugal.
- 8 - In New York wordt muzikant John Lennon door Mark David Chapman neergeschoten. Lennon overlijdt even later, op weg naar het ziekenhuis.
- 16 - Het verbrede en uitgediepte Suezkanaal wordt weer vrijgegeven voor het internationale scheepsverkeer. Voor het eerst kunnen nu volle supertankers, tot 150.000 ton, door het kanaal varen.
- 21 - Iran eist voor de vrijlating van 52 gijzelaars uit de Amerikaanse ambassade 24 miljard Amerikaanse dollar. De VS wijzen de eis van de hand.
- 25 - De Belgische zanger Louis Neefs en zijn vrouw Liliane, op dat moment beiden 43-jaar, komen om het leven bij een verkeersongeval in Lier.
- 26 - De afgezette keizer Jean-Bédel Bokassa wordt in Bangui, Centraal-Afrikaanse Republiek, bij verstek ter dood veroordeeld, wegens zijn aandeel in kindermoorden, martelingen, kannibalisme en zelfverrijking.
- 28 - De Nederlandse zondebok Marinus van der Lubbe wordt postuum vrijgesproken.
- 31 - De schrijver Léopold Senghor legt zijn functie van president van Senegal neer, maar hij blijft wel voorzitter van de regerende socialistische partij PSS.

zonder datum
- In Algerije wordt het Arabisch de enige officiële taal.
- 3M brengt de gele post-it velletjes op de markt.
- Op de Olympische Spelen van Moskou is er een gouden medaille voor België: judoka Robert van de Walle wint de titel in het halfzwaargewicht. De Nederlandse marathonloper Gerard Nijboer wint zilver.
- De cent wordt in Nederland officieel afgeschaft, maar blijft tot 1983 in omloop.

## Muziek

### Klassieke muziek
- 3 januari: eerste uitvoering van Epitaaf voor hobo en piano van Witold Lutosławski
- 17 januari: eerste uitvoering van Symfonie nr. 34 van Alan Hovhaness
- 24 januari: eerste uitvoering van Three colloquies for horn and orchestra van William Schuman
- 29 januari: eerste uitvoering van Novelette voor orkest van Witold Lutosławski
- 30 januari: eerste uitvoering van Common tones in simple time van John Adams waarop de componist het tijdelijk terugtrok
- 18 juni: eerste uitvoering van Concert voor kamerorkest van Johan Kvandal
- 25 juni: eerste uitvoering van A madrigal opera van Philip Glass
- 24 augustus: eerste uitvoering van Dubbelconcert voor hobo, harp en kamerorkest van Witold Lutosławski
- 9 september: eerste uitvoering van Play I van Magnus Lindberg
- 23 september: eerste uitvoering van Le tombeau de Beethoven van Jukka Tiensuu
- 27 september: eerste uitvoering van In memoriam van Kalevi Aho
- 8 oktober: eerste uitvoering van Symfonie nr. 14 van Mieczysław Weinberg
- 16 november: eerste uitvoering van Nocturne for altfløyte og piano van Johan Kvandal

### Popmuziek
- 23 september - De Jamaicaanse reggaeartiest Bob Marley geeft zijn allerlaatste concert, in het Stanley Theater in de Amerikaanse stad Pittsburgh.
- 4 december - Led Zeppelin houdt op te bestaan.

Bestverkochte singles in Nederland:
1. Barbra Streisand - Woman in love
2. Spargo - You and me
3. Goombay Dance Band - Sun of Jamaica
4. Captain & Tennille - Do that to me one more time
5. Don McLean - Crying
6. André van Duin & Het Nederlands Elftal - Nederland, die heeft de bal
7. Sugarhill Gang - Rapper's Delight
8. Massada - Sajang é
9. ABBA - The winner takes it all
10. Lipps, Inc. - Funkytown

Bestverkochte albums in Nederland:
1. BZN - Grootste hits
2. Barbra Streisand - Guilty
3. Robert Long - Homo sapiens
4. The Cats - 20 Golden hits
5. ABBA - Super trouper
6. Rob de Nijs - Met je ogen dicht
7. The Police - Reggatta de blanc
8. Pink Floyd - The wall
9. Diverse artiesten - Romantische popsongs - Grandioos softpop gala
10. Julio Iglesias - The 24 greatest songs

## Beeldende kunst

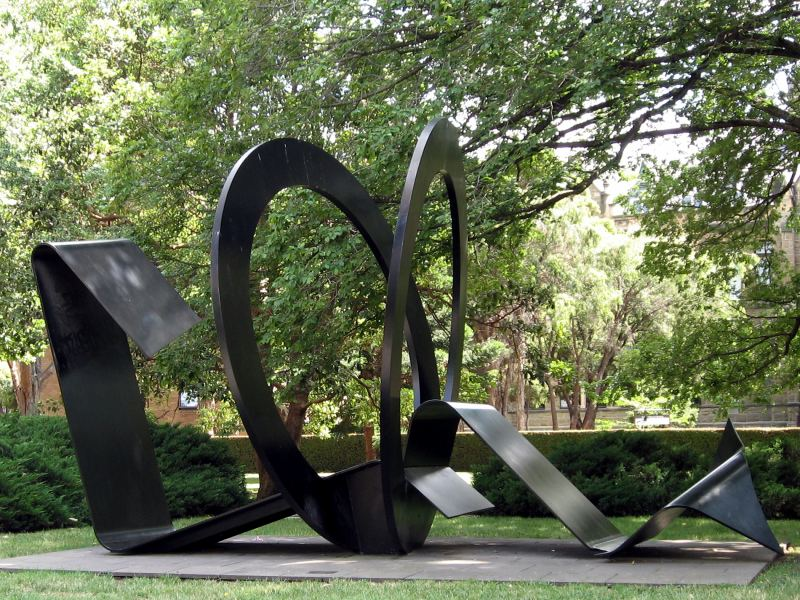
Sun Ribbon (1980) Inge King, Universiteit van Melbourne

## Bouwkunst

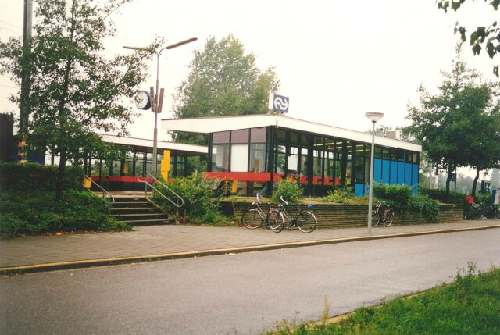
Station Duiven (1980) Cees Douma

## Geboren

### januari

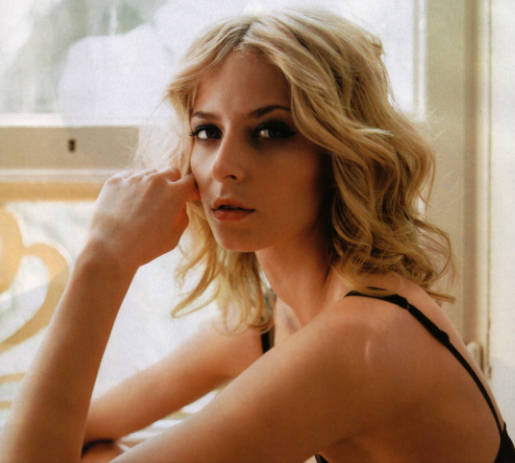
Eva Padberg
27 januari

- 1 - Katarzyna Bachleda-Curuś, Pools schaatsster
- 1 - David Dickinson, Schots voetbalscheidsrechter
- 2 - Melvin Holwijn, Nederlands voetballer
- 2 - Jérôme Pineau, Frans wielrenner
- 3 - Mindaugas Barauskas, Litouws darter
- 3 - Bryan Clay, Amerikaans atleet
- 3 - Andy Furtado, Costa Ricaans voetballer
- 3 - Gerry Koning, Nederlands voetballer
- 3 - Federico Luzzi, Italiaans tennisser (overleden 2008)
- 4 - Bobbi Eden, Nederlands pornoactrice en visagiste
- 4 - Tristan Gommendy, Frans autocoureur
- 4 - Jaroslav Popovytsj, Oekraïens wielrenner
- 5 - Sebastian Deisler, Duits voetballer
- 5 - Georgia Gould, Amerikaans mountainbikester
- 5 - Wim Jacobs, Belgisch veldrijder
- 6 - Steed Malbranque, Frans voetballer
- 7 - David Arroyo, Spaans wielrenner
- 7 - Michella Kox, Nederlands mediapersoonlijkheid en presentatrice
- 7 - Adekanmi Olufade, Togolees voetballer
- 7 - Grzegorz Żołędziowski, Pools wielrenner
- 8 - Annett Böhm, Duits judoka
- 8 - Rachel Nichols, Amerikaans actrice
- 8 - Lucia Recchia, Italiaans alpineskiester
- 9 - Sergio García, Spaans golfer
- 10 - Nelson Cuevas, Paraguayaans voetballer
- 10 - Bernat Martínez, Spaans motorcoureur (overleden 2015)
- 10 - Aleksandr Pogorelov, Russisch atleet
- 10 - Sarah Shahi, Amerikaans actrice
- 11 - Mieke de Boer, Nederlands dartster
- 11 - Rocky Moran Jr., Amerikaans a sutocoureur
- 12 - Akiko Morigami, Japans tennisster
- 12 - Amerie, Amerikaans popzangeres
- 13 - Wytske Kenemans, Nederlands televisiepresentatrice
- 13 - Wolfgang Loitzl, Oostenrijks schansspringer
- 13 - María de Villota, Spaans autocoureur (overleden 2013)
- 14 - Pierre Browne, Canadees atleet
- 14 - Cory Gibbs, Amerikaans voetballer
- 14 - Anneleen Liégeois, Vlaams actrice
- 14 - Carlos Alvarado Quesada, Costa Ricaans politicus; president sinds 2018
- 14 - Taeke Taekema, Nederlands hockeyer
- 16 - Lars Bak, Deens wielrenner
- 16 - Jason Barcelo, Gibraltarees voetbalscheidsrechter
- 16 - Seydou Keita, Malinees voetballer
- 16 - Lin-Manuel Miranda, Amerikaans acteur, (toneel)schrijver, componist en rapper
- 16 - Ester Naomi Perquin, Nederlands dichteres
- 16 - Michelle Wild, Hongaars pornoactrice
- 17 - Tara Elders, Nederlands actrice
- 17 - Grégory Rast, Zwitsers wielrenner
- 17 - Kylie Wheeler, Australisch atlete
- 18 - Lin Na, Chinees atlete
- 19 - Jenson Button, Brits autocoureur
- 19 - Matic Osovnikar, Sloveens atleet
- 20 - Jeanet van der Laan, Nederlands politica (D66)
- 20 - Joëlle van Noppen, Nederlands zangeres (WOW!) (overleden 2010)
- 21 - Marnix Engels, Nederlands atleet
- 21 - Alexander Os, Noors biatleet
- 21 - Xavier Pons, Spaans rallycoureur
- 22 - Jonathan Woodgate, Engels voetballer
- 24 - Yordanis Arencibia, Cubaans judoka
- 24 - Nyncke Beekhuyzen, Nederlands actrice
- 24 - Susana Guerra, Portugees zangeres
- 24 - Wilmar Roldán, Colombiaans voetbalscheidsrechter
- 24 - Rebecca Romero, Brits roeier en wielrenner
- 25 - Paulo Assunção, Braziliaans voetballer
- 25 - Xavi Hernández, Spaans voetballer
- 25 - Michelle McCool, Amerikaans professioneel worstelaarster
- 25 - Christian Olsson, Zweeds atleet
- 26 - Phil Dalhausser, Amerikaans beachvolleyballer
- 26 - Fanjanteino Félix, Frans atlete
- 27 - Eva Padberg, Duits model en actrice
- 27 - Marat Safin, Russisch tennisser
- 28 - Nick Carter, Amerikaans zanger
- 28 - Lars Gierveld, Nederlands presentator
- 29 - Ivan Klasnić, Kroatisch voetballer
- 29 - Jan Matura, Tsjechisch schansspringer en noordse combinatieskiër
- 30 - Zoerab Mentesjasjvili, Georgisch voetballer
- 31 - Sergej Fedorovstev, Russisch roeier
- 31 - April Lee Hernández, Amerikaans actrice
- 31 - K-Maro, Libanees Canadees zanger
- 31 - Koen Raymaekers, Nederlands atleet
- 31 - Jurica Vranješ, Kroatisch voetballer
- 31 - Clarissa Ward, Amerikaans journaliste; internationaal correspondente voor CNN

### februari

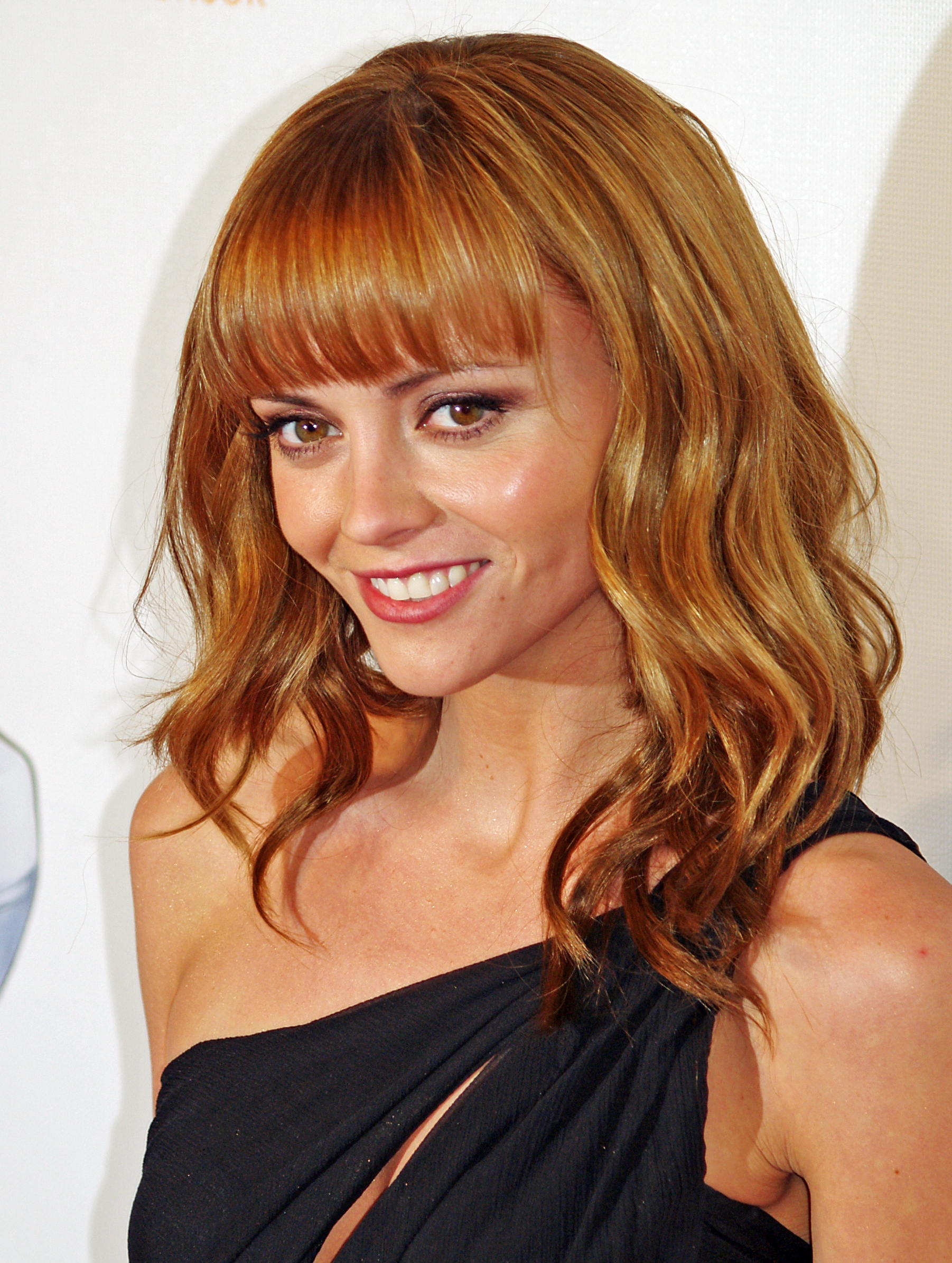
Christina Ricci
12 februari

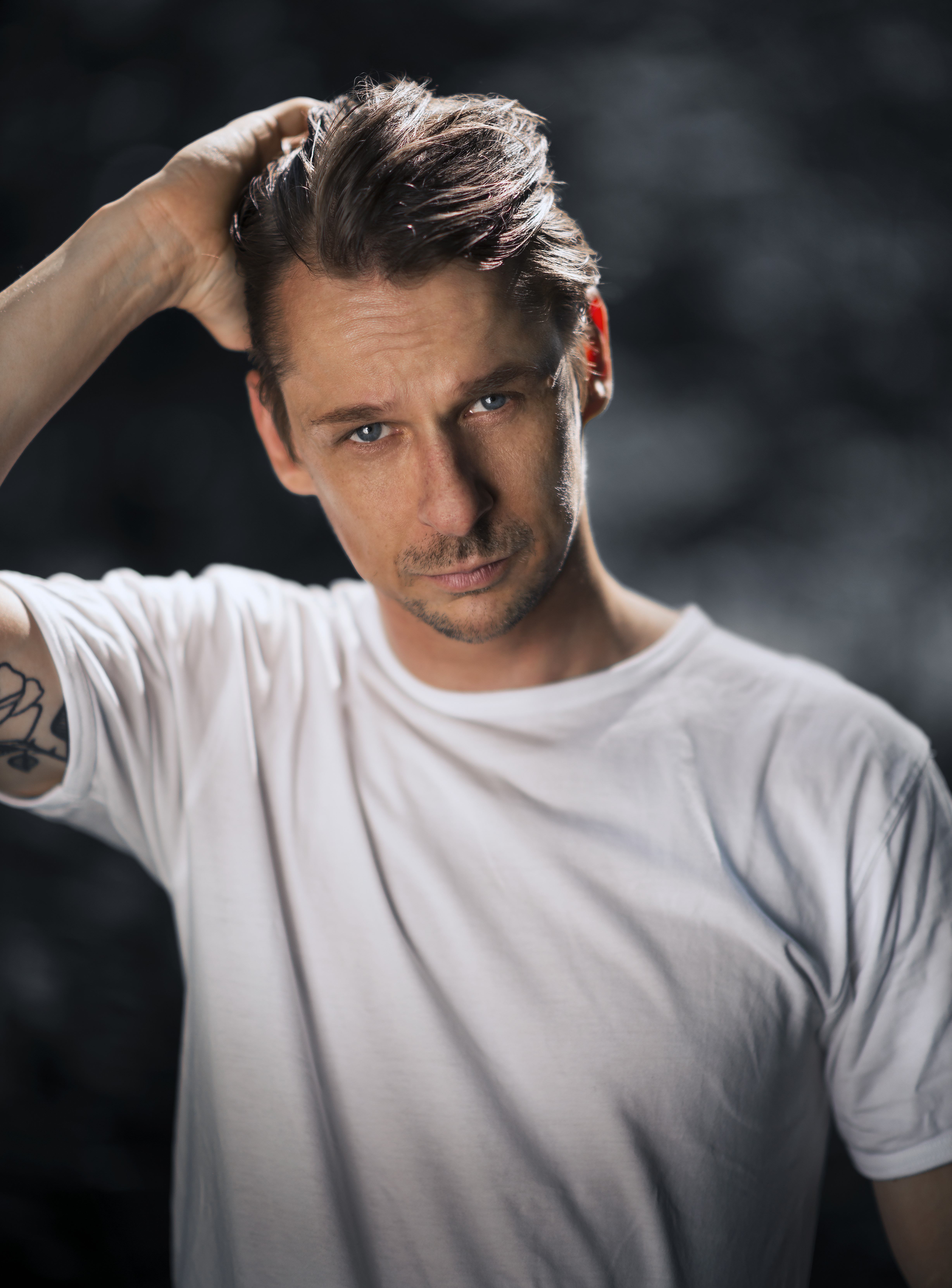
Peter Viitanen
21 februari

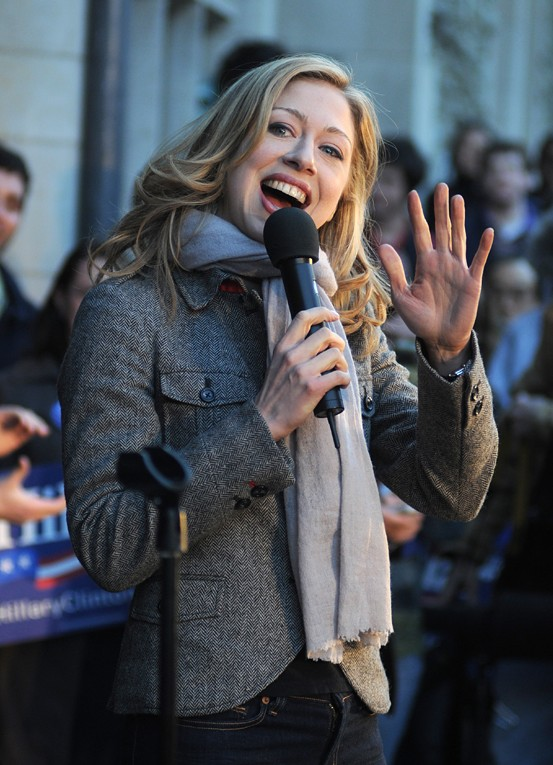
Chelsea Clinton
27 februari

- 1 - Kenan Hasagić, Bosnisch voetballer
- 1 - Aleksander Šeliga, Sloveens voetballer
- 1- Otilino Tenorio, Ecuadoraans voetballer (overleden 2005)
- 2 - James Chamanga, Zambiaans voetballer
- 2 - Madaí Pérez, Mexicaans atlete
- 2 - Oleguer Presas Renom, Spaans voetballer
- 2 - Ineke Riem, Nederlands schrijfster, dichteres en illustratrice
- 3 - Markus Esser, Duits atleet
- 3 - George Ogăraru, Roemeens voetballer
- 4 - Yared Asmerom, Eritrees atleet
- 4 - Gary Kikaya, Congolees atleet
- 5 - Markel Irizar, Spaans wielrenner
- 5 - Paul Kirui, Keniaans atleet
- 7 - Yvonne Frank, Duits hockeyster
- 8 - Free Souffriau, Vlaams (musical)actrice
- 8 - Minne Veldman, Nederlands organist
- 9 - Angelos Charisteas, Grieks voetballer
- 10 - Enzo Maresca, Italiaans voetballer
- 10 - Carrie ten Napel, Nederlands sportjournaliste en presentatrice
- 11 - Mark Bresciano, Australisch voetballer
- 11 - Matthew Lawrence, Amerikaans acteur en komiek
- 11 - Karin Ruckstuhl, Nederlands atlete
- 12 - Juan Carlos Ferrero, Spaans tennisser
- 12 - Christina Ricci, Amerikaans actrice
- 12 - Gucci Mane, Amerikaans rapper
- 12 - Tino Piontek, Duits muziekproducer
- 14 - Nicholas Santos, Braziliaans zwemmer
- 16 - Michael Soong, Hongkongs autocoureur
- 17 - Nour-Edinne Gezzar, Frans atleet
- 17 - Robin Zijlstra, Nederlands acteur en zanger
- 18 - Aivar Anniste, Estisch voetballer
- 18 - Ruud Berger, Nederlands voetballer
- 18 - Jasmin Salihović, Bosnisch atleet
- 18 - Regina Spektor, Russisch-Amerikaans singer-songwriter en pianiste
- 19 - Ma Lin, Chinees tafeltennisser
- 20 - Artur Boruc, Pools voetballer
- 20 - Jonathan Goodwin, Welsh stuntman en boeienkoning
- 20 - Bram Som, Nederlands atleet
- 21 - Takayuki Matsumiya, Japans atleet
- 21 - Enas Taleb, Iraaks actrice en presentatrice
- 21 - Peter Viitanen, Zweeds acteur
- 22 - Jeanette Biedermann, Duits zangeres en actrice
- 22 - Denise Koopal, Nederlands televisiepresentatrice en zangeres
- 24 - Laurence Docherty, Schots-Nederlands hockeyer
- 24 - Pepijn van Houwelingen, Nederlands parlementariër
- 24 - Shinsuke Nakamura, Japans worstelaar
- 24 - Stig Rästa, Estlands zanger
- 24 - Roman Sloednov, Russisch zwemmer
- 27 - Chelsea Clinton, dochter van voormalig Amerikaans president Bill Clinton en zijn vrouw Hillary
- 28 - Pascal Bosschaart, Nederlands voetballer
- 28 - Piotr Giza, Pools voetballer
- 28 - Christian Poulsen, Deens voetballer
- 29 - Kristin Fraser, Amerikaans-Azerbeidzjaans kunstrijdster
- 29 - Ivan Goi, Italiaans motorcoureur
- 29 - Rubén Plaza, Spaans wielrenner
- 29 - Taylor Twellman, Amerikaans voetballer

### maart

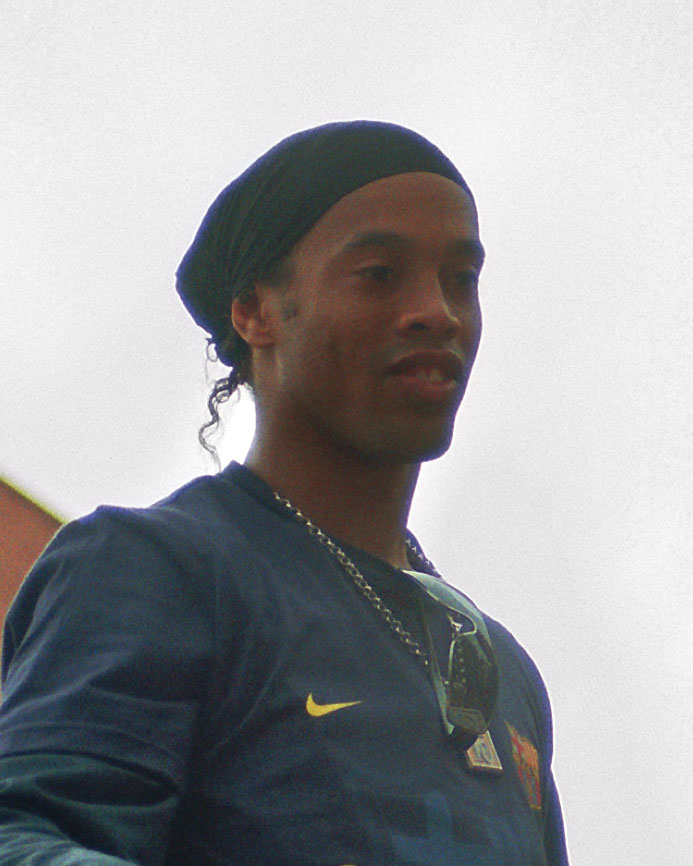
Ronaldinho
21 maart

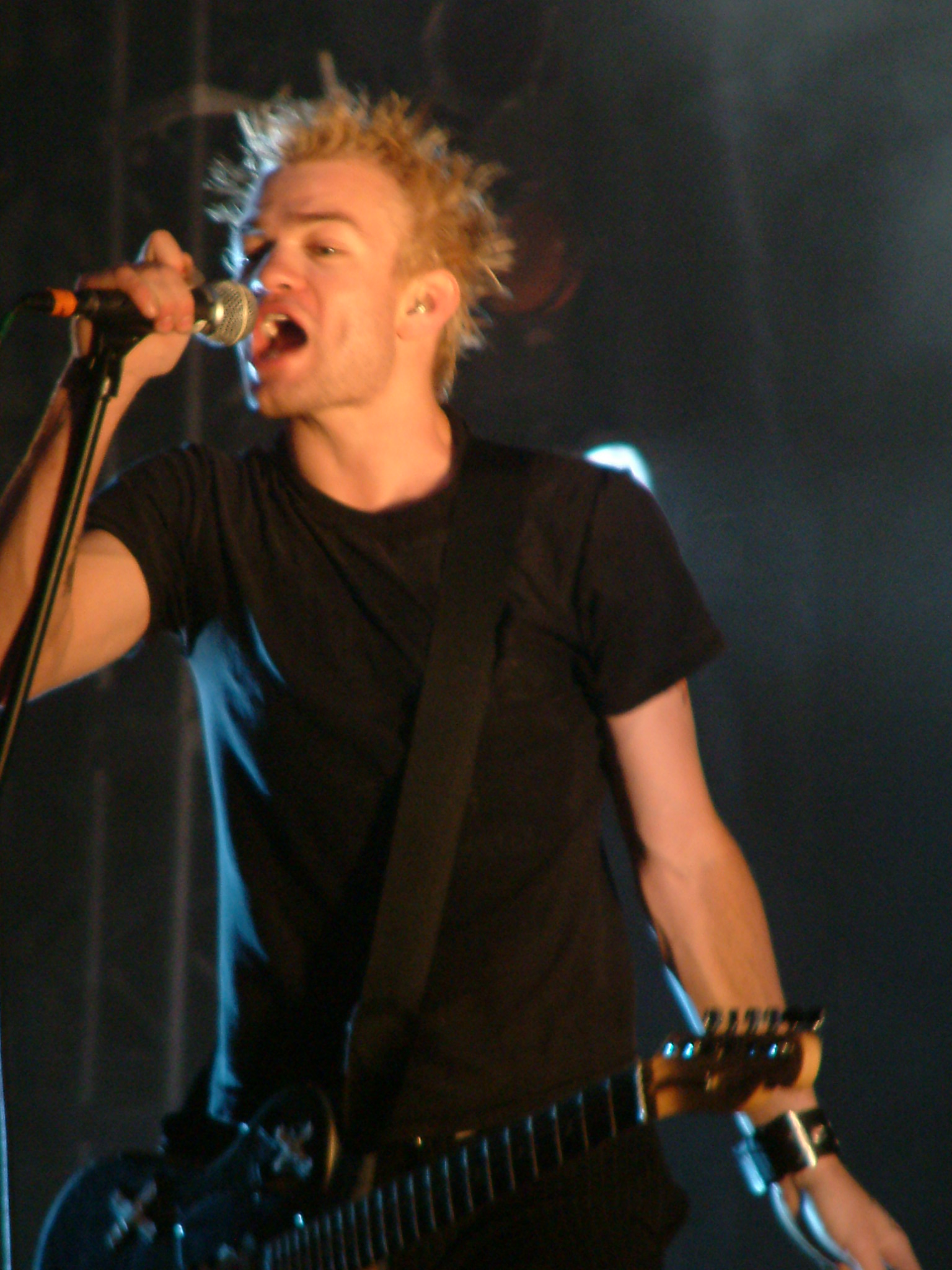
Deryck Whibley
21 maart

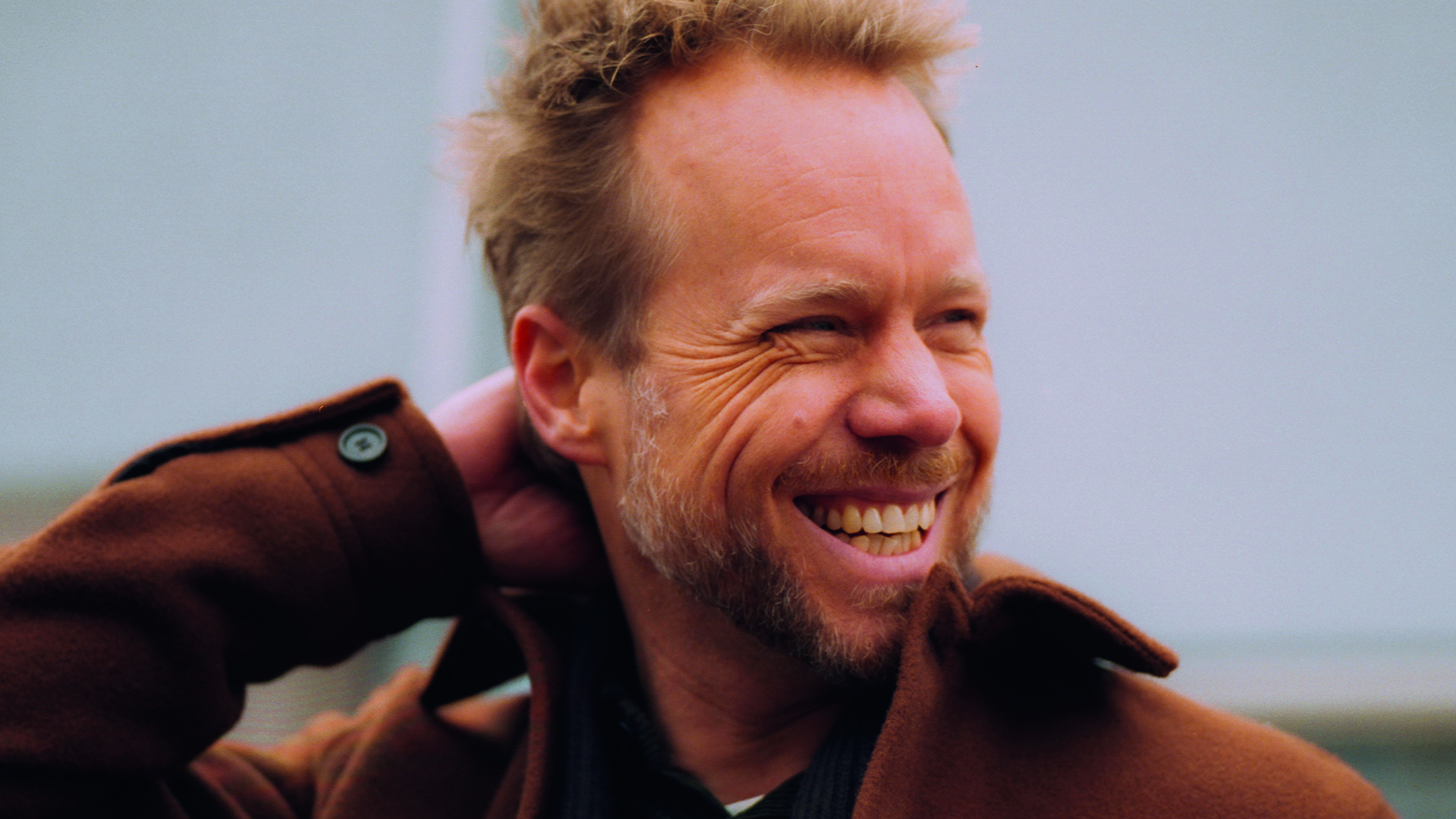
Diggy Dex
26 maart

- 1 - Diego Gavilán, Paraguayaans voetballer
- 1 - Carolina Lo Galbo, Nederlands journaliste en presentatrice
- 2 - Chris Barker, Brits voetballer (overleden 2020)
- 2 - Zuhal Demir, Belgisch politica (N-VA)
- 3 - Danilo Grujić, Servisch voetbalscheidsrechter
- 4 - Sascha Amhof, Zwitsers voetbalscheidsrechter
- 4 - Omar Bravo, Mexicaans voetballer
- 5 - Yibeltal Admassu, Ethiopisch atleet
- 6 - Seigo Asada, Japans darter
- 6 - Shaun Evans, Brits acteur
- 6 - Emma Igelström, Zweeds zwemster
- 6 - Nina Podnebesnova, Russisch atlete
- 7 - Guillaume Moullec, Frans voetballer
- 7 - Erik Wegh, Nederlands voetballer
- 9 - Chingy, Amerikaans rapper
- 9 - Anna Clyne, Brits componiste
- 9 - Matthew Gray Gubler, Amerikaans acteur en model
- 11 - Blaža Klemenčič, Sloveens mountainbikester
- 11 - Paul Scharner, Oostenrijks voetballer
- 12 - California Molefe, Botswaans atleet
- 12 - Jens Mouris, Nederlands wielrenner
- 13 - Shirma Rouse, Eustatiaans zangeres
- 13 - Lucian Sânmărtean, Roemeens voetballer
- 13 - Salvatore Tavano, Italiaans autocoureur
- 14 - Céline Purcell, Nederlands actrice en musicalster
- 15 - Josefin Lillhage, Zweeds zwemster
- 16 - Luciano Da Silva, Braziliaans voetbaldoelman
- 17 - David Boucher, Belgisch wielrenner
- 17 - Gorik Gardeyn, Belgisch wielrenner
- 17 - Torsten Hiekmann, Duits wielrenner
- 17 - Michał Jeliński, Pools roeier
- 18 - Aleksej Jagoedin, Russisch kunstrijder
- 19 - Johan Olsson, Zweeds langlaufer
- 20 - Michael Velter, Belgisch atleet
- 21 - Marit Bjørgen, Noors langlaufster
- 21 - Dorien Haan, Nederlands actrice
- 21 - Andrej Kasjetsjkin, Kazachs wielrenner
- 21 - Ronaldinho, Braziliaans voetballer
- 21 - Sébastien Chavanel, Frans wielrenner
- 21 - Deryck Whibley, Canadees zanger (Sum 41)
- 22 - Barbara en Isabella Kuylenberg, Nederlands zangeressen, bekend als duo Double Date
- 23 - Ryan Day, Welsh snookerspeler
- 23 - Roberto Rolfo, Italiaans motorcoureur
- 25 - Hans Janssens, Belgisch atleet
- 26 - Diggy Dex, Nederlands rapper, zanger en liedjesschrijver
- 26 - Darryl O'Young, Canadees-Hongkongs autocoureur
- 26 - Sérgio Paulinho, Portugees wielrenner
- 26 - José van der Veen, Nederlands atlete
- 27 - Basil Shaaban, Libanees autocoureur
- 28 - Olivier Thomert, Frans voetballer
- 29 - Natalia Avelon, Pools-Duitse actrice en zangeres
- 29 - Zsofi Horvath, Miss Belgian Beauty 2003
- 29 - Laurence Libert, Vlaams politica
- 29 - Bruno Silva, Uruguayaans voetballer
- 30 - Gregory Ferreira Lino, Frans voetballer
- 30 - Katrine Lunde, Noors handbalkeepster
- 30 - Kristine Lunde, Noors handbalster
- 31 - César Campaniço, Portugees autocoureur
- 31 - Carolina Dijkhuizen, Nederlands zangeres, actrice en presentratice
- 31 - Peter Kuipers Munneke, Nederlands weerman
- 31 - Sarina Voorn, Nederlands zangeres

### april

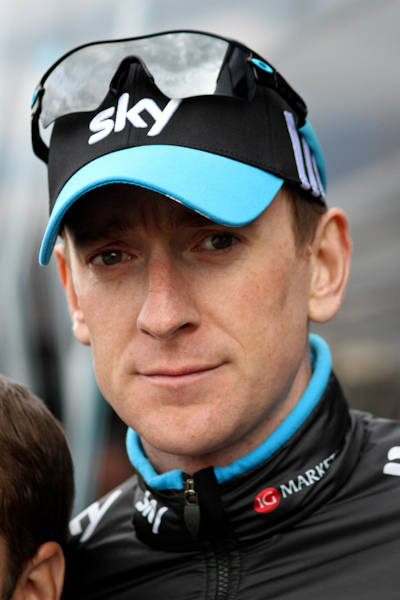
Bradley Wiggins
28 april

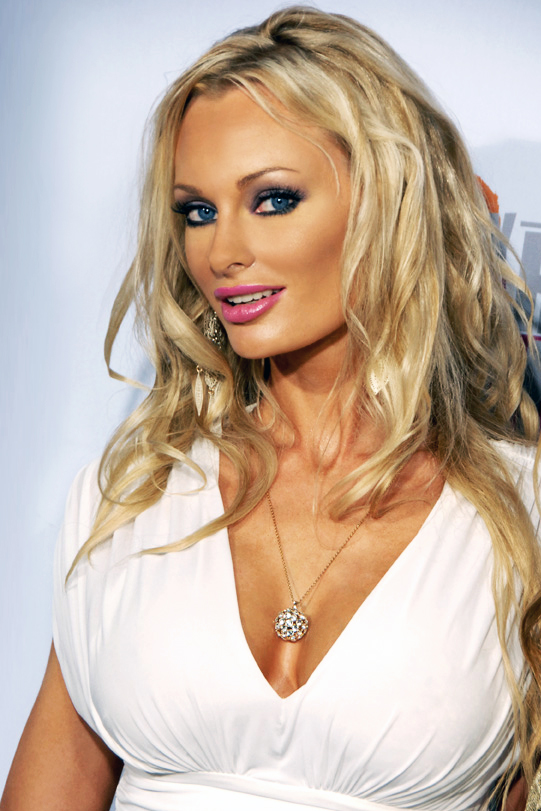
Sophie Turner
30 april

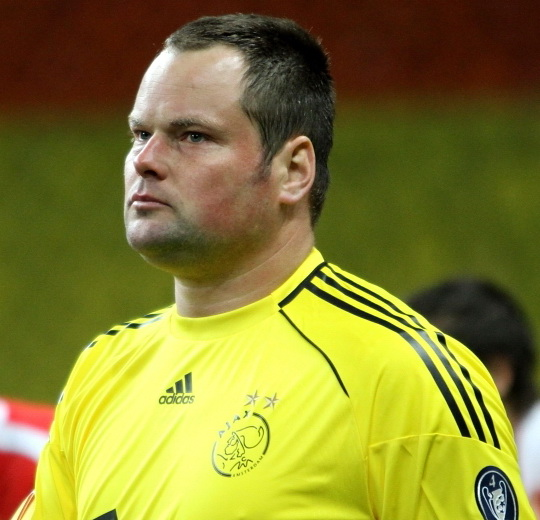
Jeroen Verhoeven
30 april

- 1 - Valérie Marcoux, Canadees kunstschaatsster
- 1 - Maartje Scheepstra, Nederlands hockeyster
- 1 - Randy Orton, Amerikaans professioneel worstelaar
- 2 - Carlos Salcido, Mexicaans voetballer
- 3 - Suella Braverman, Brits conservatief politica
- 4 - José Monroy, Portugees autocoureur
- 4 - Mark Tuitert, Nederlands schaatser
- 5 - Alberta Brianti, Italiaans tennisster
- 5 - Rasmus Quist Hansen, Deens roeier
- 6 - Tanja Poutiainen, Fins alpineskiester
- 6 - Brooke Pratley, Australisch roeister
- 9 - Dimiria Hapsari, Indonesisch zangeres
- 9 - Jerko Leko, Kroatisch voetballer
- 9 - Dmitri Nossov, Russisch judoka
- 10 - Odd Bohlin Borgersen, Noors schaatser
- 10 - Leonardo Duque, Colombiaans wielrenner
- 10 - Gro Hammerseng, Noors handbalster
- 10 - Simon Tol (Stein), Nederlands zanger
- 11 - Stephane Hautot, Belgisch schaker
- 11 - Keiji Tamada, Japans voetballer
- 12 - Sandrine Corman, Belgisch model en televisiepresentatrice
- 12 - Kym Howe, Australisch atlete
- 12 - Brian McFadden, Iers zanger
- 12 - Terence Parkin, Zuid-Afrikaans zwemmer
- 12 - Tom Roes, Nederlands programmamaker en televisiepresentator
- 14 - Alin Berescu, Roemeens schaker
- 14 - Nynke Laverman, Nederlands singer-songwriter en theatermaakster
- 15 - Agnes Joseph, Nederlands politica (NSC)
- 15 - Fränk Schleck, Luxemburgs wielrenner
- 17 - Joanne Carter, Australisch kunstschaatsster
- 17 - Bayano Kamani, Amerikaans/Panamees atleet
- 19 - Peter Delorge, Belgisch voetballer en voetbaltrainer
- 19 - Clinton Hill, Australisch atleet
- 19 - Gudisa Shentema, Ethiopisch atleet
- 20 - David Checa, Spaans motorcoureur
- 20 - Meryame Kitir, Belgisch politica
- 20 - Waylon, Nederlands zanger
- 20 - Lee Wilkie, Schots voetballer
- 21 - Emily Brydon, Canadees alpineskiester
- 22 - Ján Kozák, Slowaaks voetballer
- 22 - Harry van der Molen, Nederlands politicus
- 24 - Karen Asrian, Armeens schaker (overleden 2008)
- 24 - Catrin Finch, Welsh harpiste en componiste
- 25 - Phillip Burrows, Nieuw-Zeelands hockeyer
- 25 - Ángel David Rodríguez, Spaans atleet
- 25 - Hoàng Thanh Trang, Vietnamees schaakster
- 25 - Alejandro Valverde, Spaans wielrenner
- 26 - Beatrice Lundmark, Zwitsers atlete
- 26 - Channing Tatum, Amerikaans acteur
- 27 - Sybille Bammer, Oostenrijks tennisster
- 27 - Ananda Mikola, Indonesisch autocoureur
- 27 - Marco Sullivan, Amerikaans alpineskiër
- 28 - Bradley Wiggins, Brits wielrenner
- 29 - Kian Egan, Iers zanger
- 29 - Patrick Staudacher, Italiaans alpineskiër
- 30 - Moukheld Al-Outaibi, Saoedi-Arabisch atleet
- 30 - Edwin de Graaf, Nederlands voetballer
- 30 - Sophie Turner, Australisch model en actrice
- 30 - Jeroen Verhoeven, Nederlands voetbaldoelman

### mei
- 1 - Zaz, Frans zangeres

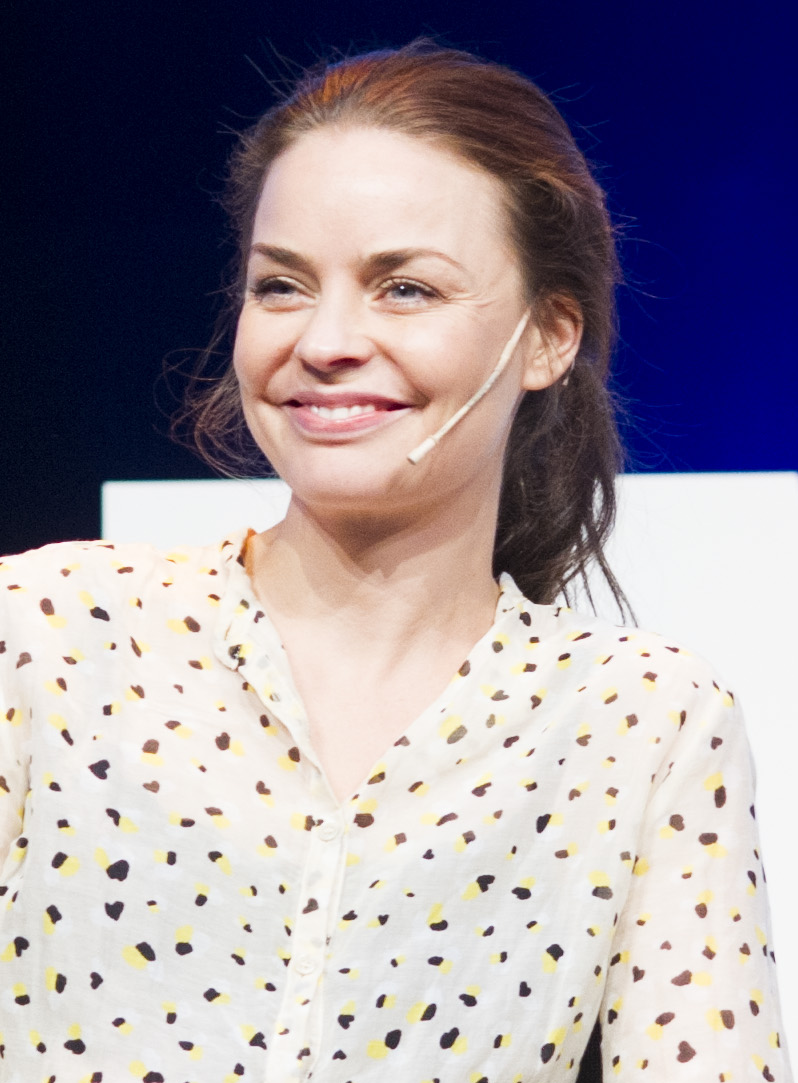
Agnes Kittelsen
20 mei

- 1 - Inês Henriques, Portugees atlete
- 1 - Joelia Tabakova, Russisch atlete
- 2 - Berry Powel, Nederlands voetballer
- 5 - Silvan Aegerter, Zwitsers voetballer
- 5 - Petra Else Jekel, Nederlands dichteres
- 5 - Albert Lopo, Spaans voetballer
- 6 - Kelly van der Veer, Nederlands transseksueel televisiepersoonlijkheid
- 7 - Luís Castro, Portugees voetbaltrainer
- 7 - Johan Kenkhuis, Nederlands zwemmer
- 8 - David Grondin, Frans voetballer
- 8 - David Loosli, Zwitsers wielrenner
- 9 - Grant Hackett, Australisch zwemmer
- 9 - Kate Walsh, Brits hockeyster
- 10 - Carlos Bueno, Uruguayaans voetballer
- 10 - Karoline Dyhre Breivang, Noors handbalster
- 10 - Espen Bugge Pettersen, Noors voetballer
- 10 - Kiril Lazarov, Macedonisch handballer
- 10 - Carina Versloot, Nederlands paralympisch sportster
- 10 - Olga Zabelinskaja, Russisch wielrenner
- 11 - Miranda Slabber, Nederlands model en miss
- 12 - Dragan Bakema, Nederlands acteur
- 12 - Rishi Sunak, Brits conservatief politicus; premier van het Verenigd Koninkrijk
- 14 - Eugène Martineau, Nederlands tienkamper
- 15 - Yvonne Hijgenaar, Nederlands wielrenster
- 15 - Seno Sever, Turks-Nederlands acteur
- 16 - Mikel Alonso, Australisch wielrenner
- 16 - Simon Gerrans, Australisch wielrenner
- 17 - Juan Arango, Venezolaans voetballer
- 17 - Fredrik Kessiakoff, Zweeds wielrenner
- 17 - Aleksandr Mojsejenko, Oekraïens schaker
- 17 - Alistair Overeem, Nederlands MMA-vechter en kickbokser
- 17 - Ariën van Weesenbeek, Nederlands drummer
- 18 - Michaël Llodra, Frans tennisser
- 18 - Diego Pérez, Uruguayaans voetballer
- 19 - Anastasia Gimazetdinova, Oezbeeks kunstschaatsster
- 20 - Matt Deakin, Amerikaans roeier
- 20 - Agnes Kittelsen, Noors actrice
- 21 - Britt Janyk, Canadees alpineskiester
- 22 - Daniel Mobaeck, Zweeds voetballer
- 24 - Lizemijn Libgott, Nederlands stemactrice, zangeres en (tekenfilm)animator
- 25 - Michel Breuer, Nederlands voetballer
- 25 - Alex Hofmann, Duits motorcoureur
- 27 - Craig Buntin, Canadees kunstschaatser
- 27 - Niels 't Hooft, Nederlands schrijver
- 28 - Mark Feehily, Iers zanger
- 28 - Pete Philly, Arubaans rapper
- 28 - Maimuna, Wit-Russisch violiste
- 29 - Ernesto Farías, Argentijns voetballer
- 29 - Kenn Hansen, Deens voetbalscheidsrechter
- 30 - Jojanneke van den Berge, Nederlands journaliste en presentatrice
- 30 - Steven Gerrard, Engels voetballer
- 30 - José Ángel Gómez Marchante, Spaans wielrenner
- 30 - Hilary Woods, muzikante (eerste bassiste van JJ72 en solo) en beeldend kunstenares
- 31 - Edith Bosch, Nederlands judoka
- 31 - Andy Hurley, Amerikaans drummer

### juni

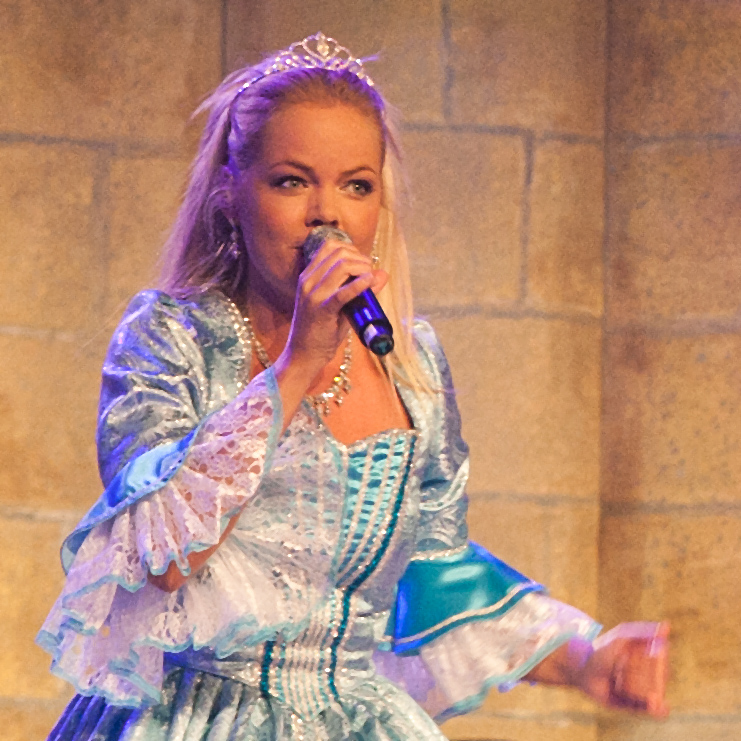
Sita
8 juni

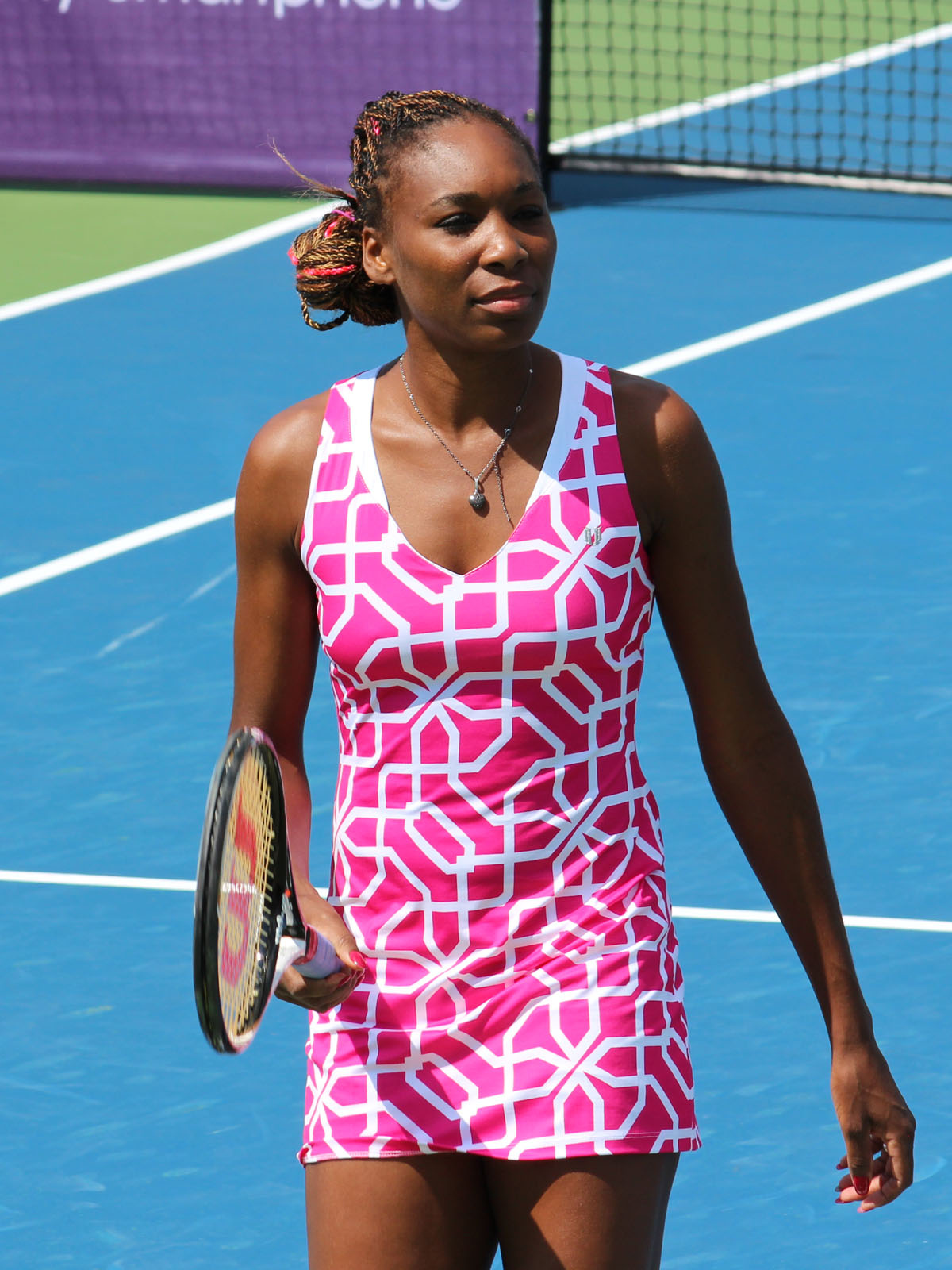
Venus Williams
17 juni

- 2 - Fabrizio Moretti, Amerikaans drummer
- 2 - Abby Wambach, Amerikaans voetbalster
- 3 - An Kum-ae, Noord-Koreaans judoka
- 3 - Tjerk Smeets, Nederlands honkballer
- 4 - Thor Kristensen, Deens roeier
- 4 - Pablo Nieto, Spaans motorcoureur
- 5 - Antonio García, Spaans autocoureur
- 5 - Steven Kane, Noord-Iers autocoureur
- 6 - Pete Hegseth, Amerikaans tv-presentator en politicus
- 7 - Ed Moses, Amerikaans zwemmer
- 8 - Sita Vermeulen, Nederlands popzangeres
- 9 - Anthony Geslin, Frans wielrenner
- 9 - Marcos González, Chileens voetballer
- 9 - Marcin Wasilewski, Pools voetballer
- 10 - Marco Marzano, Italiaans wielrenner
- 11 - Raymon van Emmerik, Nederlands voetbaldoelman
- 11 - Krzysztof Kciuk, Pools darter
- 12 - Chris Burns, Brits motorcoureur
- 13 - Sarah Connor, Duits zangeres
- 13 - Alistair Cragg, Zuid-Afrikaans/Iers atleet
- 13 - Florent Malouda, Frans voetballer
- 13 - Morten Moldskred, Noors voetballer
- 13 - Darius Vassell, Engels voetballer
- 15 - Chris Lai Lok-Yi, Hongkongs acteur
- 15 - Iker Romero, Spaans handballer
- 16 - Thijs Al, Nederlands mountainbiker
- 16 - Martin Stranzl, Oostenrijks voetballer
- 16 - Sibel Kekilli, Duits actrice
- 17 - Shitaye Gemechu, Ethiopisch atlete
- 17 - César Soto Grado, Spaans voetbalscheidsrechter
- 17 - Venus Williams, Amerikaans tennisster
- 18 - Musa Audu, Nigeriaans atleet
- 18 - Sergej Kirdjapkin, Russisch atleet
- 18 - Craig Mottram, Australisch atleet
- 20 - Tony Lovato, Amerikaans zanger en gitarist (MEST)
- 20 - Britt Van Marsenille, Vlaams presentatrice
- 20 - Fabian Wegmann, Duits wielrenner
- 20 - Jorrit Woudt, Nederlands organist
- 21 - Branko Bošković, Montenegrijns voetballer
- 21 - Pablo Sebastián Portela, Argentijns handballer
- 21 - Gerard de Rooy, Nederlands rallyrijder en ondernemer
- 21 - Judith Vis, Nederlands atlete
- 23 - Francesca Schiavone, Italiaans tennisster
- 27 - Priscah Jepleting Cherono, Keniaans atlete
- 28 - Maurizio Domizzi, Italiaans voetballer
- 28 - Birger Maertens, Belgisch voetballer
- 28 - Jevgeni Novikov, Estisch voetballer
- 29 - Teja Gregorin, Sloveens biatlete en langlaufster
- 30 - Nourdin Boukhari, Nederlands-Marokkaans voetballer
- 30 - Ryan ten Doeschate, Nederlands cricketspeler

### juli

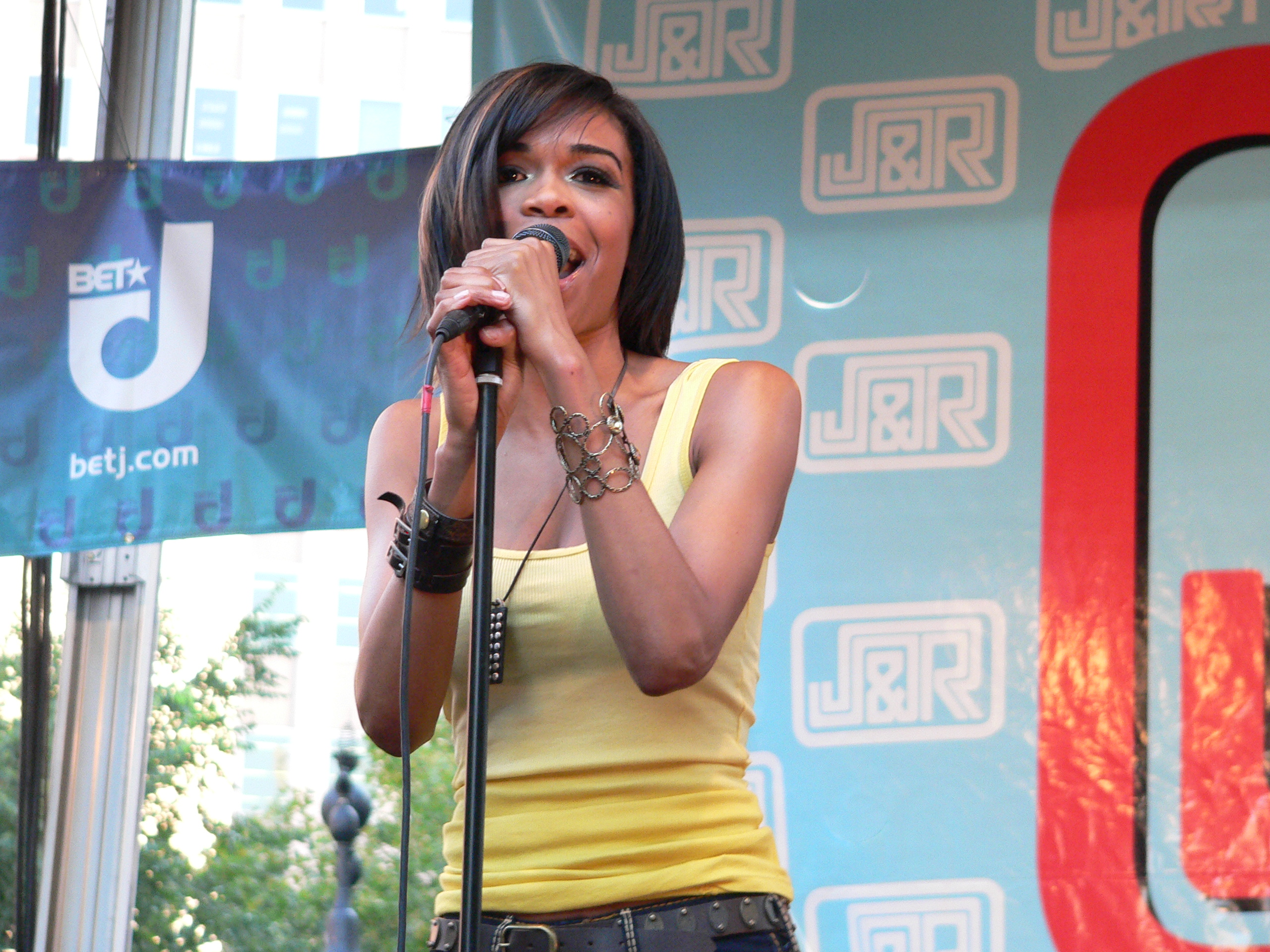
Michelle Williams
23 juli

- 1 - Michael Berrer, Duits tennisser
- 1 - Matthijs Brouwer, Nederlands hockeyer
- 1 - Bert Leenaerts, Belgisch atleet
- 2 - Bertolf Lentink, Nederlands zanger
- 2 - Matej Marin, Sloveens wielrenner (overleden 2021)
- 3 - Jenny Jones, Brits snowboardster
- 3 - Tomáš Oravec, Slowaaks voetballer
- 3 - Roland Mark Schoeman, Zuid-Afrikaans zwemmer
- 5 - Hannes Reichelt, Oostenrijks alpineskiër
- 6 - Pau Gasol, Spaans basketbalspeler
- 6 - Eva Green, Frans actrice
- 7 - Sergej Klimov, Russisch wielrenner
- 7 - Michelle Kwan, Amerikaans kunstschaatsster
- 8 - Robbie Keane, Iers voetballer
- 9 - Brooke Krueger, Australisch atlete
- 10 - Jesse Jane, Amerikaans pornoactrice en model (overleden 2024)
- 10 - Jessica Simpson, Amerikaans zangeres
- 11 - Mathias Boe, Deens badmintonner
- 11- Juan José Oroz, Spaans wielrenner
- 12 - Thieu van Son, Nederlands paralympisch sporter
- 14 - Christian Dingert, Duits voetbalscheidsrechter
- 14 - Assita Kanko, Belgisch politica en publiciste
- 14 - Kenia Sinclair, Jamaicaans atlete
- 14 - Giuseppe Vives, Italiaans voetballer
- 15 - Born Crain, Vlaams zanger
- 16 - Svetlana Feofanova, Russisch atlete
- 17 - Ovidiu Haţegan, Roemeens voetbalscheidsrechter
- 17 - Rashid Ramzi, Marokkaans/Bahreins atleet
- 18 - Kristen Bell, Amerikaans zangeres en actrice
- 19 - Xavier Malisse, Belgisch tennisser
- 20 - Gisele Bündchen, Braziliaans model
- 20 - Olcay Gulsen, Nederlands modeontwerpster
- 21 - Tom Soetaers, Belgisch voetballer
- 22 - Dirk Kuijt, Nederlands voetballer
- 22 - Kate Ryan, Belgisch zangeres
- 23 - Benny De Schrooder, Belgisch wielrenner
- 23 - Lizelotte van Dijk, Nederlands actrice
- 23 - Craig Stevens, Australisch zwemmer
- 23 - Michelle Williams, Amerikaans zangeres
- 24 - Wilfred Bungei, Keniaans atleet
- 25 - Toni Vilander, Fins autocoureur
- 26 - Jacinda Ardern, Nieuw-Zeelands politica
- 26 - Denis Nizjegorodov, Russisch snelwandelaar
- 27 - Michail Balandin, Russisch ijshockeyer (overleden 2011)
- 27 - Allan Davis, Australisch wielrenner
- 28 - Shelly Gotlieb, Nieuw-Zeelands snowboardster
- 29 - Fernando González, Chileens tennisser
- 30 - Steffen Haars, Nederlands film- en televisiemaker
- 30 - Pa-Modou Kah, Noors voetballer
- 30 - Justin Rose, Engels golfer
- 30 - Seanchai Sor Kingstar, Thais thaibokser
- 31 - Assaad Bouab, Frans acteur

### augustus
- 1 - Romain Barras, Frans atleet

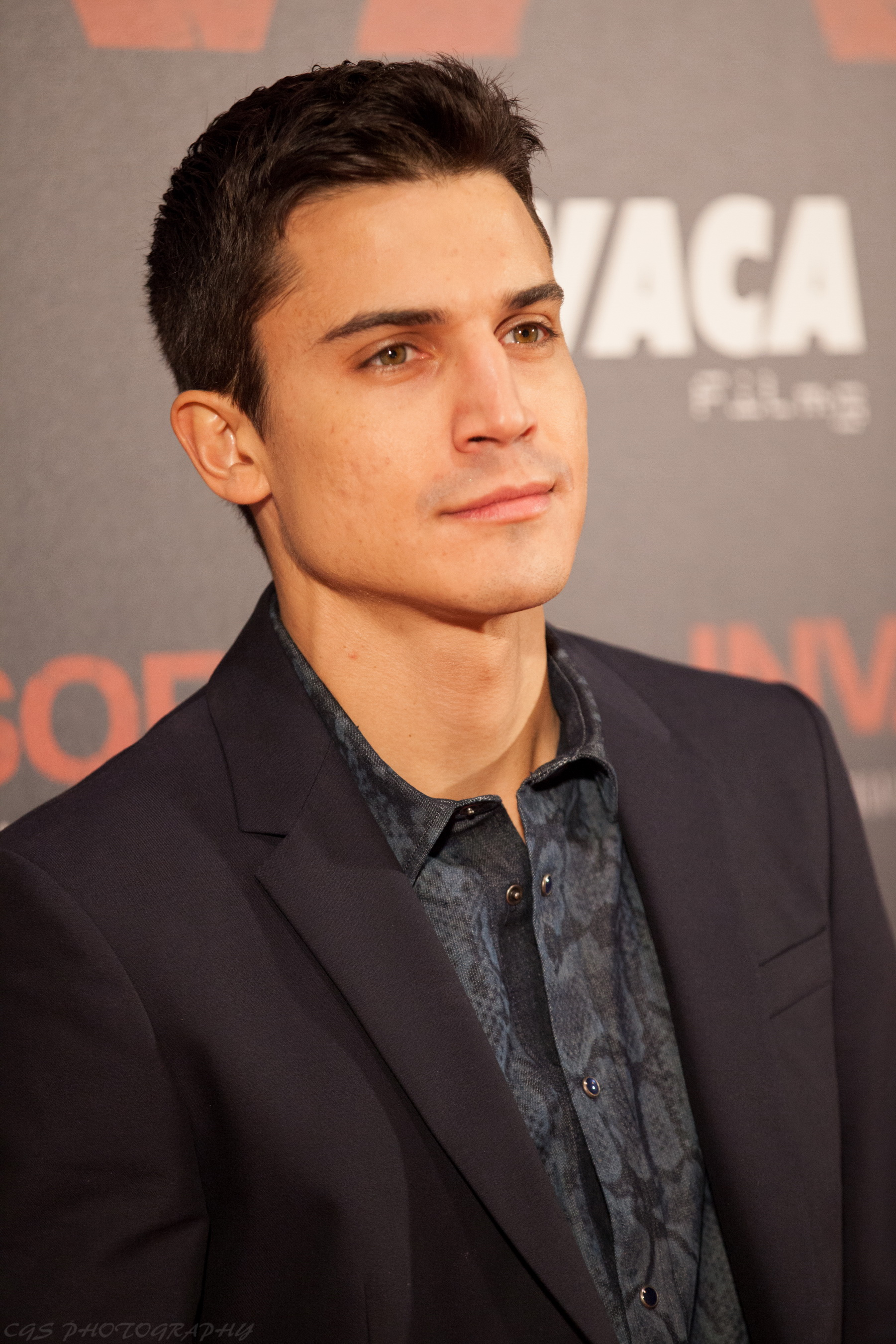
Álex González
13 augustus

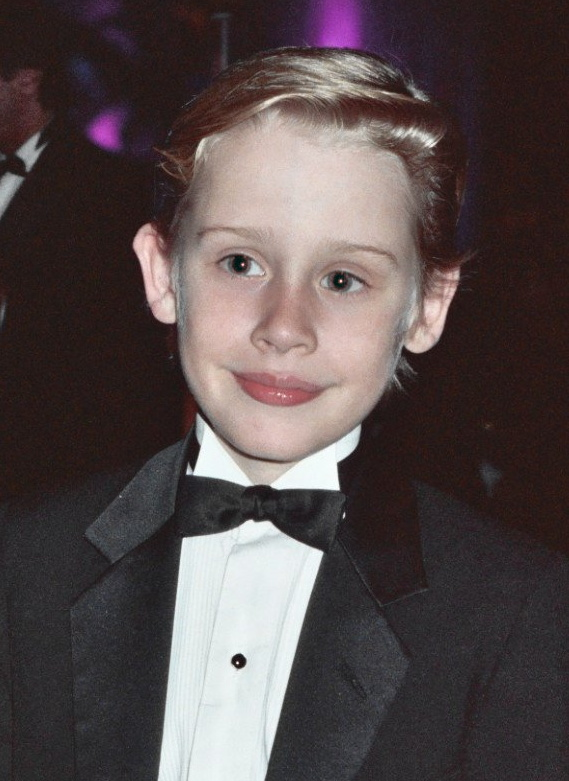
Macaulay Culkin
26 augustus

- 1 - Alessandro Faiolhe Amantino Mancini, Braziliaans voetballer
- 1 - Esteban Paredes, Chileens voetballer
- 1 - Jeroen Trommel, Nederlands volleyballer
- 3 - Nadia Ali, Pakistaans-Amerikaans zangeres
- 3 - Sacha Rohmann, Luxemburgs voetballer
- 3 - Paulus Roiha, Fins voetballer
- 4 - Rony Martias, Frans wielrenner
- 4 - Elkin Soto, Colombiaans voetballer
- 5 - Salvador Cabañas, Paraguayaans voetballer
- 5 - Jason Čulina, Australisch voetballer
- 6 - Hélène Hendriks, Nederlands televisiepresentator en verslaggever
- 6 - Ismaïl Sbaï, Marokkaans autocoureur
- 6 - Roman Weidenfeller, Duits voetballer
- 8 - Diego Markwell, Nederlands honkballer
- 8 - Tobias Santelmann, Noors acteur
- 9 - Stef Ekkel, Nederlands zanger
- 9 - Manuele Mori, Italiaans wielrenner
- 10 - Alexandre Boucaut, Belgisch voetbalscheidsrechter
- 11 - Monika Pyrek, Pools atlete
- 11 - Ádám Steinmetz,Hongaars waterpoloër
- 11 - Laura de Vaan, Nederlands paralympisch sportster
- 12 - Javier Chevantón, Uruguayaans voetballer
- 13 - Afke Boven, Nederlands journalist en presentatrice
- 13 - Álex González, Spaans acteur
- 15 - Taylor Roberts, Amerikaanse actrice
- 16 - Julien Absalon, Frans mountainbiker
- 16 - Irene van den Broek, Nederlands wielrenster
- 16 - Denise Karbon, Italiaans alpineskiester
- 16 - Piet Rooijakkers, Nederlands wielrenner
- 17 - Manuele Blasi, Italiaans voetballer
- 17 - Daniel González Güiza, Spaans voetballer
- 17 - Jan Kromkamp, Nederlandse voetballer
- 18 - Esteban Cambiasso, Argentijns voetballer
- 18 - Choi Min-ho, Zuid-Koreaans judoka
- 18 - Emir Spahić, Bosnisch voetballer
- 18 - Ferry van Vliet, Nederlands voetballer (overleden 2001)
- 19 - Darius Campbell, Schots singer-songwriter (overleden 2022)
- 19 - Pauline Claessen, Nederlands atlete
- 20 - Samuel Dumoulin, Frans wielrenner
- 21 - Magnus A. Carlsson, Zweeds golfer
- 21 - Iwan Redan, Nederlands voetballer
- 22 - Felix Limo, Keniaans atleet
- 22 - John Martin, Zweeds zanger
- 23 - Bronwyn Eagles, Australisch atlete
- 23 - Sofie van den Enk, Nederlands presentatrice
- 23 - Janildes Fernandes Silva, Braziliaans wielrenner
- 24 - Michael Keohane, Iers autocoureur
- 26 - Macaulay Culkin, Amerikaans acteur
- 26 - Chris Pine, Amerikaans acteur
- 27 - Kyle Lowder, Amerikaans acteur
- 29 - Perdita Felicien, Canadees atlete
- 30 - Angel Coulby, Brits actrice
- 30 - Safet Nadarević, Bosnisch voetballer
- 31 - Jelmar Bos, Nederlands paralympisch atleet

### september

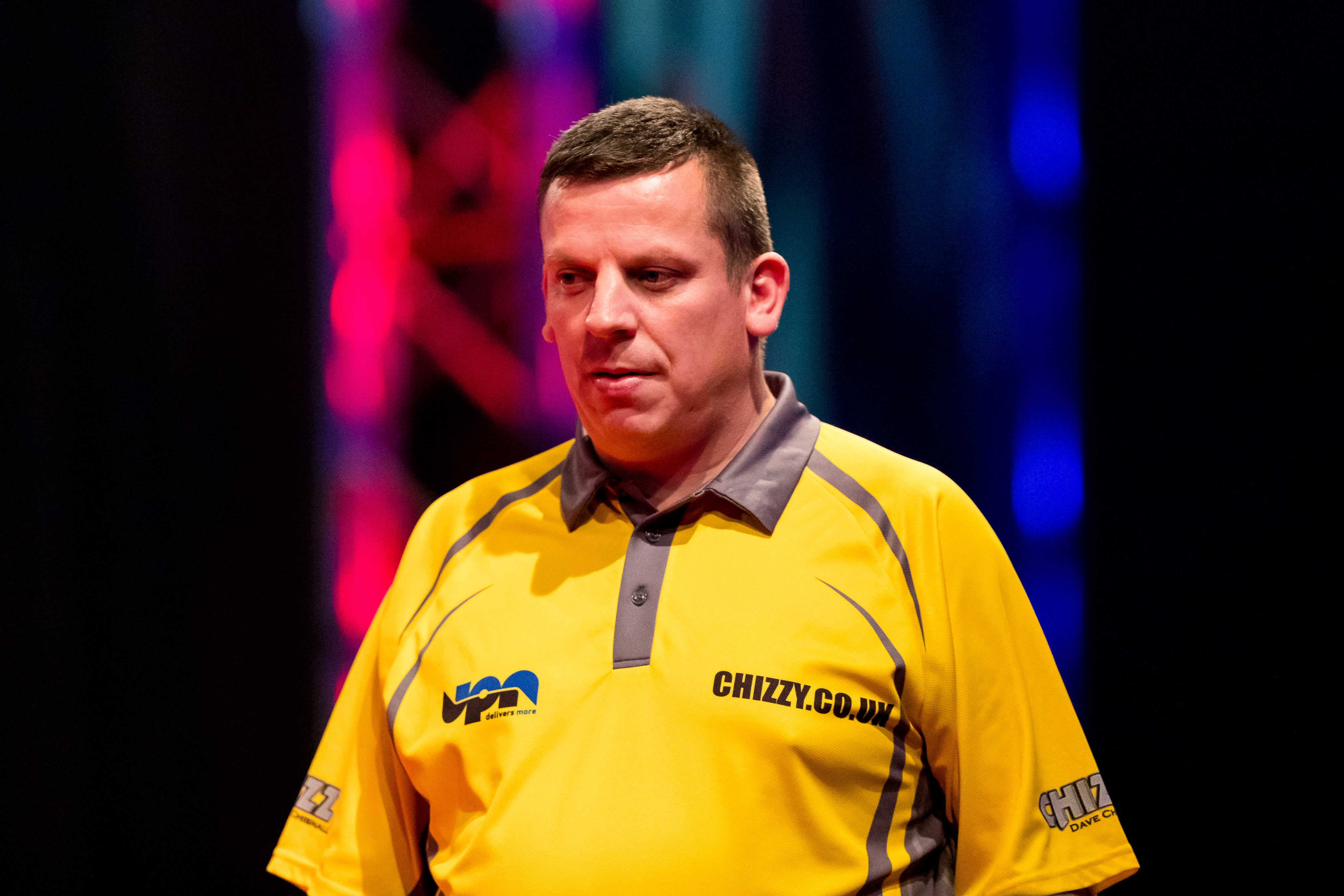
Dave Chisnall
12 september

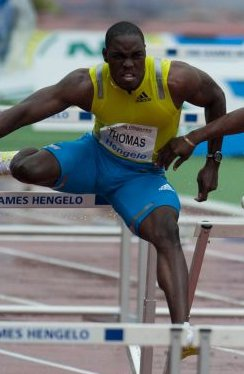
Dwight Thomas
23 september

- 1 - Ryan Archibald, Nieuw-Zeelands hockeyer
- 2 - Hiroki Yoshimoto, Japans autocoureur
- 4 - Fábio Carbone, Braziliaans autocoureur
- 4 - David Garrett, Duits-Amerikaans viool-virtuoos
- 4 - Max Greenfield, Amerikaans acteur
- 5 - Jakob Kehlet, Deens voetbalscheidsrechter
- 5 - Igor Sysojev, Russisch triatleet (overleden 2024)
- 6 - Nailja Joelamanova, Russisch atlete
- 6 - Kerry Katona, Brits televisiepresentatrice, schrijfster en zangeres (Atomic Kitten)
- 6 - Joseph Yobo, Nigeriaans voetballer
- 7 - Sara Carrigan, Australisch wielrenster
- 7 - Javad Nekounam, Iraans voetballer
- 8 - Roesoedan Goletiani, Amerikaans schaakster
- 8 - An Lemmens, Vlaams presentatrice
- 8 - Mbulaeni Mulaudzi, Zuid-Afrikaans atleet (overleden 2014)
- 8 - Luigi Pieroni, Belgisch voetballer
- 9 - Ivo Snijders, Nederlands roeier
- 9 - Michelle Williams, Amerikaans actrice
- 10 - Timothy Goebel, Amerikaans kunstschaatser
- 11 - Christophe Le Mével, Frans wielrenner
- 11 - David McPartland, Australisch wielrenner
- 11 - Karim Touzani, Nederlands voetballer
- 12 - Dave Chisnall, Engels darter
- 12 - Yao Ming, Chinees basketballer
- 13 - Daisuke Matsuzaka, Japans honkballer
- 14 - Luis Horna, Peruaans tennisser
- 14 - Ivan Radeljić, Bosnisch-Kroatisch voetballer
- 15 - Jolin Tsai, Taiwanees zangeres
- 15 - Ben Woolf, Amerikaans acteur en dwerg (overleden 2015)
- 16 - Stanislav Detkov, Russisch snowboader
- 16 - Jadel Gregório, Braziliaans atleet
- 16 - Alessandro Vanotti, Italiaans wielrenner
- 16 - Radoslav Zabavník, Slowaaks voetballer
- 17 - Danijel Krivić, Bosnisch voetballer
- 17 - Rosa Saul, Angolees atlete
- 19 - Roland Fischnaller, Italiaans snowboarder
- 19 - Andy Turner, Brits atleet
- 20 - Vladimir Karpets, Russisch wielrenner
- 20 - Robert Koren, Sloveens voetballer
- 20 - Gustav Larsson, Zweeds wielrenner
- 23 - Dwight Thomas, Jamaicaans atleet
- 24 - Daniele Bennati, Italiaans wielrenner
- 24 - Diederik Boer, Nederlands voetballer
- 24 - Luis Horna, Peruviaans tennisser
- 24 - Sizwe Ndlovu Zuid-Afrikaans roeier
- 24 - Petri Pasanen, Fins voetballer
- 24 - John Arne Riise, Noors voetballer
- 25 - Matej Jug, Sloveens voetbalscheidsrechter
- 25 - Walter López, Guatemalteeks voetbalscheidsrechter
- 25 - Nikola Žigić, Servisch voetballer
- 27 - Olivier Kapo, Frans-Ivoriaans voetballer
- 27 - Ilja Venäläinen, Fins voetballer
- 28 - Brigitta Callens, Belgisch fotomodel
- 28 - Jelena Chroestaleva, Kazachs biatlete
- 28 - Thijs Zonneveld, Nederlands wielrenner, journalist en schrijver
- 29 - Răzvan Florea, Roemeens zwemmer
- 30 - Virgil Abloh, Amerikaans architect, beeldend kunstenaar en modeontwerper (overleden 2021)
- 30 - Christian Cantwell, Amerikaans atleet
- 30 - Martina Hingis, Zwitsers tennisster
- 30 - Catharine Pendrel, Canadees mountainbikester
- 30 - Milagros Sequera, Venezolaans tennisster
- 30 - Gert Steegmans, Belgisch wielrenner
- 30 - Jessica Torny, Nederlands voetbalster en voetbaltrainster
- 30 - Thomas Verhoef, Nederlands televisiepresentator en -klusser

### oktober

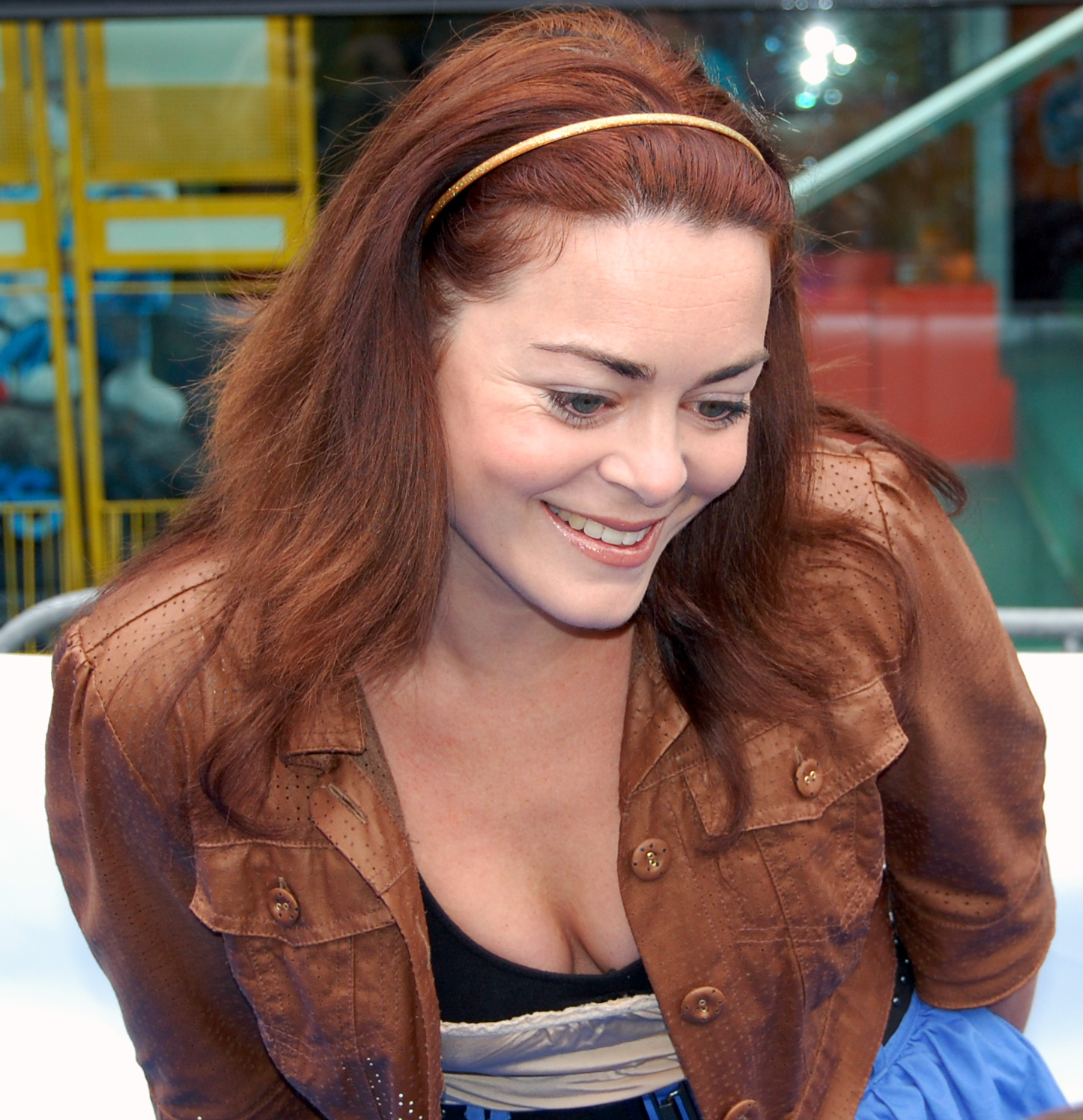
Kim-Lian van der Meij
1 oktober

- 1 - Beau Hoopman, Amerikaans roeier
- 1 - Kim-Lian van der Meij, Nederlands televisiepresentatrice en popzangeres
- 2 - Sarah Sylbing, Nederlands documentairemaakster en omroepbestuurder
- 3 - Ryan Hardwick, Amerikaans autocoureur
- 3 - Kjetil Mørland, Noors zanger
- 3 - Danny O'Donoghue, Iers zanger
- 3 - Boris Titulaer, Nederlands zanger
- 3 - Ivan Turina, Kroatisch voetbaldoelman
- 4 - Me'Lisa Barber, Amerikaans atlete
- 4 - Mellisa Hollingsworth, Canadees skeletonster
- 4 - Cristian Javier Simari Birkner, Argentijns alpineskiër
- 5 - James Toseland, Brits motorcoureur
- 6 - Arnaud Coyot, Frans wielrenner
- 7 - Anne van Es-van den Hurk, Nederlands atlete
- 7 - Jean-Marc Gaillard, Frans langlaufer
- 7 - Andrej Kapralov, Russisch zwemmer
- 7 - Olesja Zykina, Russisch atlete
- 8 - Kasper Bøgelund, Deens voetballer
- 8 - Rahim Ouédraogo, Burkinees voetballer
- 8 - J.R. Ramirez, Amerikaans acteur
- 8 - Sarah Smeyers, Vlaams politica
- 8 - Mamadou Zongo, Malinees voetballer
- 9 - Adama Coulibaly, Malinees voetballer
- 11 - Robert Christopher Riley, Amerikaans acteur
- 11 - Christoph Soukup, Oostenrijks mountainbiker
- 12 - Nadzeja Astaptsjoek, Wit-Russisch atlete
- 12 - Fadrique Iglesias, Boliviaans atleet
- 13 - Ashanti, Amerikaans zangeres en actrice,
- 13 - Leandro Cunha, Braziliaans judoka
- 13 - Gonzalo Fernández-Castaño, Spaans golfer
- 13 - David Haye, Brits bokser
- 14 - Gianpiero Lambiase, Italiaans-Britse ingenieur
- 14 - Svjatlana Voesovitsj, Wit-Russisch atlete
- 15 - Tom Boonen, Belgisch wielrenner
- 17 - José Argote, Venezolaans voetbalscheidsrechter
- 17 - Alessandro Balzan, Italiaans autocoureur
- 19 - Katja Herbers, Nederlands actrice
- 19 - Anna-Karin Kammerling, Zweeds zwemster
- 19 - Simin Tander, Duits zangeres
- 20 - Jeroen Lambers, Nederlands voetballer
- 21 - Kim Kardashian, Amerikaans televisiepersoonlijkheid
- 23 - Mate Bilić, Kroatisch voetballer
- 24 - Matthew Amoah, Ghanees voetballer
- 24 - Monica, Amerikaans r&b-zangeres
- 26 - Vladimir Boerdoeli, Georgisch voetballer
- 26 - Cristian Chivu, Roemeens voetballer
- 26 - Deriba Merga, Ethiopisch atleet
- 27 - Ondřej Bank, Tsjechisch alpineskiër
- 27 - Václav Noid Bárta, Tsjechisch zanger
- 27 - Gijs van Dijk, Nederlands vakbondsbestuurder en politicus
- 27 - Mike Zonneveld, Nederlands voetballer
- 28 - Alan Smith, Engels voetballer
- 29 - Ben Foster, Amerikaans acteur
- 29 - Christophe van der Maat, Nederlands politicus (VVD)
- 29 - Yuki Yokosawa, Japans judoka
- 31 - Geert-Jan Derikx, Nederlands hockeyer

### november
- 1 - Christian Murchison, Singaporees autocoureur
- 1 - Sander de Rouwe, Nederlands bestuurder en politicus; burgemeester van Kampen
- 2 - Kennedy Bakırcıoğlu, Zweeds voetballer
- 2 - Diego Lugano, Uruguayaans voetballer
- 2 - Karin Ruckstuhl, Nederlands atlete
- 5 - Ibrahim Maalouf, Frans-Libanees trompettist, componist en arrangeur
- 6 - Daan Nieber, Nederlands televisiepresentator en televisiemaker
- 7 - Shannon Bahrke, Amerikaans freestyleskiester
- 7 - Ryan Nannan, Surinaams wetenschapper en ambassadeur (overleden 2025)
- 8 - Laura Jane Grace, Amerikaans zanger
- 8 - Nadia Ejjafini, Bahreins-Italiaans atlete
- 8 - Luís Fabiano, Braziliaans voetballer
- 9 - Angelo Cijntje, Nederlands voetballer
- 9 - Timicka Clarke, Bahamaans atlete
- 9 - Martín Ligüera, Uruguayaans voetballer
- 9 - Dominique Maltais, Canadees snowboardster
- 9 - Vanessa Minnillo, Filipijns-Amerikaans model, televisiepresentatrice en actrice
- 9 - Ben Rutledge, Canadees roeier
- 10 - Norbert Attard, Maltees darter
- 10 - Wilhelm Denifl, Oostenrijks noordse combinatieskiër
- 10 - Andreas Prommegger, Oostenrijks snowboarder
- 10 - Jesse Stroobants, Belgisch atleet
- 11 - Lobke Berkhout, Nederlands zeilster
- 12 - Isabellah Andersson, Keniaans/Zweeds atlete
- 12 - Roda Antar, Sierra-Leoons-Libanees voetballer
- 12 - Ryan Gosling, Canadees acteur
- 13 - Monique Coleman, Amerikaans actrice
- 13 - Laurens ten Dam, Nederlands wielrenner
- 13 - Benjamin Darbelet, Frans judoka
- 13 - Hubert Dupont, Frans wielrenner
- 13 - Morten Messerschmidt, Deens politicus
- 13 - François-Louis Tremblay, Canadees shorttracker
- 14 - Randall Bal, Amerikaans zwemmer
- 14 - Naoko Sakamoto, Japans atlete
- 15 - Kevin Staut, Frans ruiter
- 16 - Nicole Gius, Italiaans alpineskiester
- 17 - Santo Anzà, Italiaans wielrenner
- 17 - Ricky van den Bergh, Nederlands voetballer
- 17 - Brad Bradley, Amerikaans professioneel worstelaar
- 18 - Richard Limo, Keniaans atleet
- 19 - Yipsi Moreno, Cubaans atlete
- 20 - Abiyote Abate, Ethiopisch atleet
- 20 - Christian Obrist, Italiaans atleet
- 22 - Frédéric Makowiecki, Frans autocoureur
- 22 - Natalja Tobias, Oekraïens atlete
- 24 - Johnny Spillane, Amerikaans noordse combinatieskiër
- 25 - Aleen Bailey, Jamaicaans atlete
- 25 - Aaron Mokoena, Zuid-Afrikaans voetballer
- 26 - Ana Lily Amirpour, Iraans/Brits-Amerikaans filmregisseuse, -producente, scenarioschrijfster en actrice
- 27 - Takis Kaitatzis, Grieks autocoureur
- 29 - Dennis Bekkers, Nederlands taekwondoka

### december

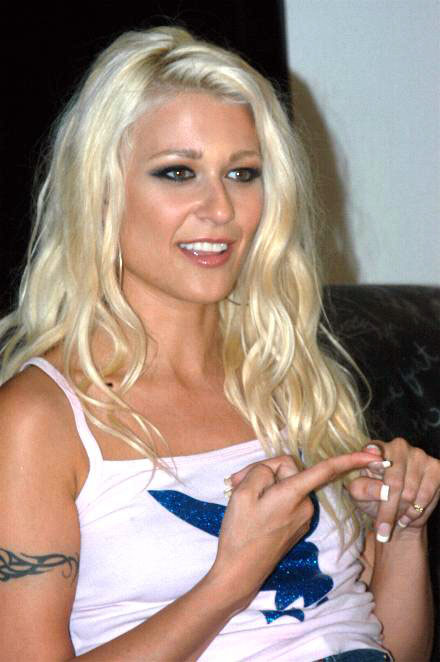
Cindy Crawford (pornoactrice)
6 december

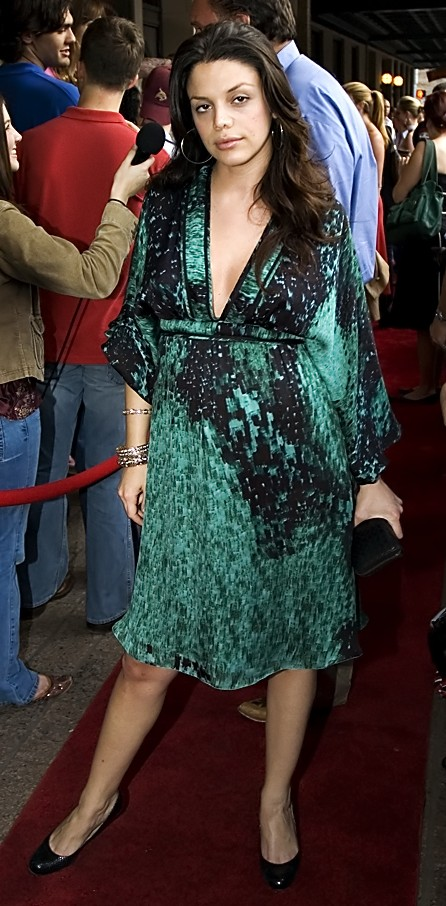
Vanessa Ferlito
28 december

- 1 - Roger Peterson, Arubaans-Nederlands muzikant
- 1 - Mubarak Shami, Keniaans-Qatarees atleet
- 2 - Alexandre Di Gregorio, Belgisch voetballer
- 2 - David Galle, Belgisch komiek
- 2 - Kevin Geudens, Belgisch voetballer
- 2 - Adam Kreek, Canadees roeier
- 2 - Wes Mutsaars, Nederlands acteur
- 3 - Rafał Antoniewski, Pools schaker
- 3 - Fabio Coltorti, Zwitsers voetballer
- 3 - Anna Chlumsky, Amerikaans actrice
- 3 - Natalia Druyts, Belgisch zangeres
- 4 - Erik Tysse, Noors atleet
- 6 - Cindy Crawford, Amerikaans pornoactrice
- 7 - Julie de Bona, Frans actrice
- 8 - Raško Katić, Servisch basketballer
- 8 - Ben Roelants, Belgisch presentator
- 9 - Ryder Hesjedal, Canadees wielrenner
- 10 - Michael Albasini, Zwitsers wielrenner
- 10 - Paolo Longo Borghini, Italiaans wielrenner
- 10 - Alexa Rae, Amerikaans pornoactrice
- 12 - Dejene Birhanu, Ethiopisch atleet (overleden 2010)
- 12 - Guy Blaise, Luxemburgs voetballer
- 12 - Anthony Ferro, Belgisch atleet
- 12 - John Moffitt, Amerikaans atleet
- 12 - Arvid Smit, Nederlands voetballer
- 12 - Milan van Weelden, Nederlands musicalacteur
- 13 - Emanuele Di Gregorio, Italiaans atleet
- 14 - Thed Björk, Zweeds autocoureur
- 14 - Carlos José Ochoa, Venezolaans wielrenner
- 14 - Didier Zokora, Ivoriaans voetballer
- 15 - Annalena Baerbock, Duits politica
- 16 - Luc Schiltz, Luxemburgs acteur
- 17 - Suzy Batkovic, Australisch basketbalster
- 17 - Nuelson Wau, Nederlands voetballer
- 18 - Christina Aguilera, Amerikaans zangeres
- 18 - Pieter Gysel, Belgisch shorttracker
- 19 - Jake Gyllenhaal, Amerikaans acteur
- 19 - Victoria Koblenko, Oekraïens-Nederlands actrice, presentatrice en columniste
- 19 - Marla Sokoloff, Amerikaans actrice en muzikante
- 19 - Emma Wade, Belizaans atlete
- 19 - Ryan Wilson, Amerikaans atleet
- 20 - Israel Castro, Mexicaans voetballer
- 20 - Ashley Cole, Engels voetballer
- 21 - Stefan Liv, Zweeds ijshockeyer (overleden 2011)
- 22 - Chris Carmack, Amerikaans acteur en model
- 22 - James Rotich, Keniaans atleet
- 23 - Jennifer Hoffman, Nederlands actrice
- 24 - Stephen Appiah, Ghanees voetballer
- 24 - Roos Jonker, Nederlands jazzzangeres
- 24 - Jeroen Nikkel, Nederlands schansspringer
- 24 - Jelle ten Rouwelaar, Nederlands voetballer
- 28 - Vanessa Ferlito, Amerikaans actrice
- 28 - Lomana LuaLua, Congolees voetballer
- 28 - Mircea Parligras, Roemeens schaker
- 28 - Mário Pečalka, Slowaaks voetballer
- 29 - Stijn Fincioen, Belgisch atleet
- 29 - Rea Lenders, Nederlands turnster
- 29 - Dorus de Vries, Nederlands voetbaldoelman
- 30 - Sven Barth, Duits autocoureur
- 30 - Didier Ilunga Mbenga, Congolees-Belgisch basketballer
- 31 - Helen Hofstede, Nederlands atlete
- 31 - Carsten Schlangen, Duits atleet
- 31 - Jennifer Shahade, Amerikaans schaakster

### datum onbekend
- Maria do Céu Whitaker Poças (Céu), Braziliaans zangeres
- Cristina Alger, Amerikaans juriste en schrijfster
- Aagje Dom, Vlaams actrice
- Chantal van Gastel, Nederlands schrijfster in het chicklitgenre
- Eva Meijer, Nederlands filosofe, schrijfster, beeldend kunstenares en singer-songwriter
- Christien Meindertsma, Nederlands kunstenares en ontwerpster
- Nanning Mol, Nederlands politicus en bestuurder (VVD); burgemeester van Laren (NH) sinds 2019
- Sarah Sylbing, Nederlands regisseuse en documentairemaakster
- Arjen van Veelen, Nederlands journalist, columnist en schrijver
- Luo Li Rong, Chinees beeldhouwster

## Weerextremen in België
- 21 maart: Vorst op eerste dag van de lente: tot –4,1 °C in Leopoldsburg en –6,0 °C in Mont-Rigi (Waimes).
- 16 juli: Neerslagtotaal van 108 mm in Lot (Beersel).
- 20 juli: Tussen 21 juni en 20 juli valt 241,3 mm neerslag in Ukkel (het hoogste neerslagtotaal van de eeuw in dertig dagen) gevolgd door overstromingen.
- 13 september: Tornado veroorzaakt schade in Ramsel (Herselt).
- 3 november: Minimumtemperatuur: tot –5,6 °C in Mont-Rigi (Waimes).
- 4 november: Minimumtemperatuur tot –6,3 °C in Zaventem.
- 24 november: Maximumtemperatuur tot 15,7 °C in Ukkel.

Bron: KMI Gegevens Ukkel 1901-2003 met aanvullingen 